# Architecture de la Grèce antique

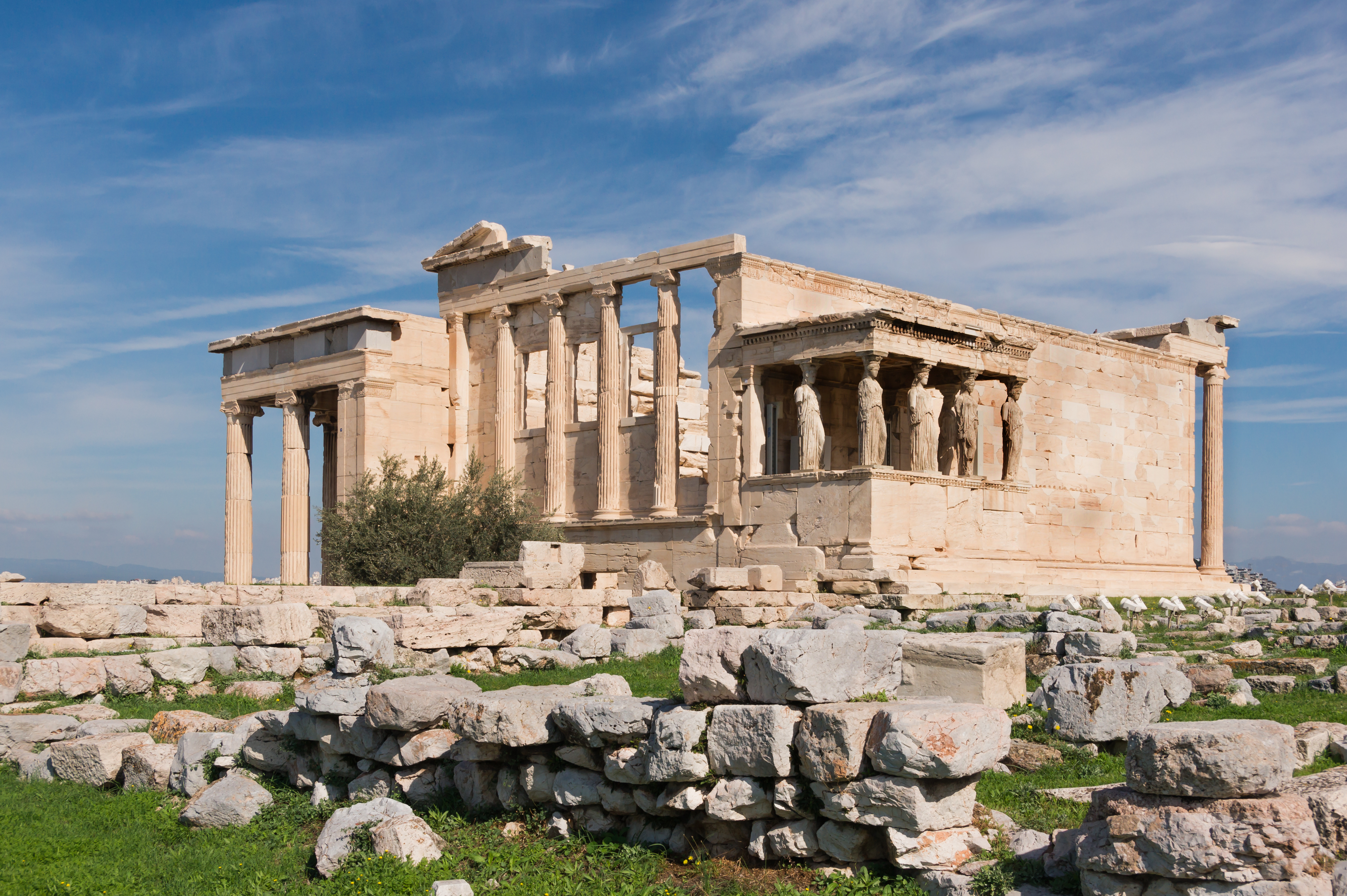
L'Érechthéion (421–406 av. J.-C.).

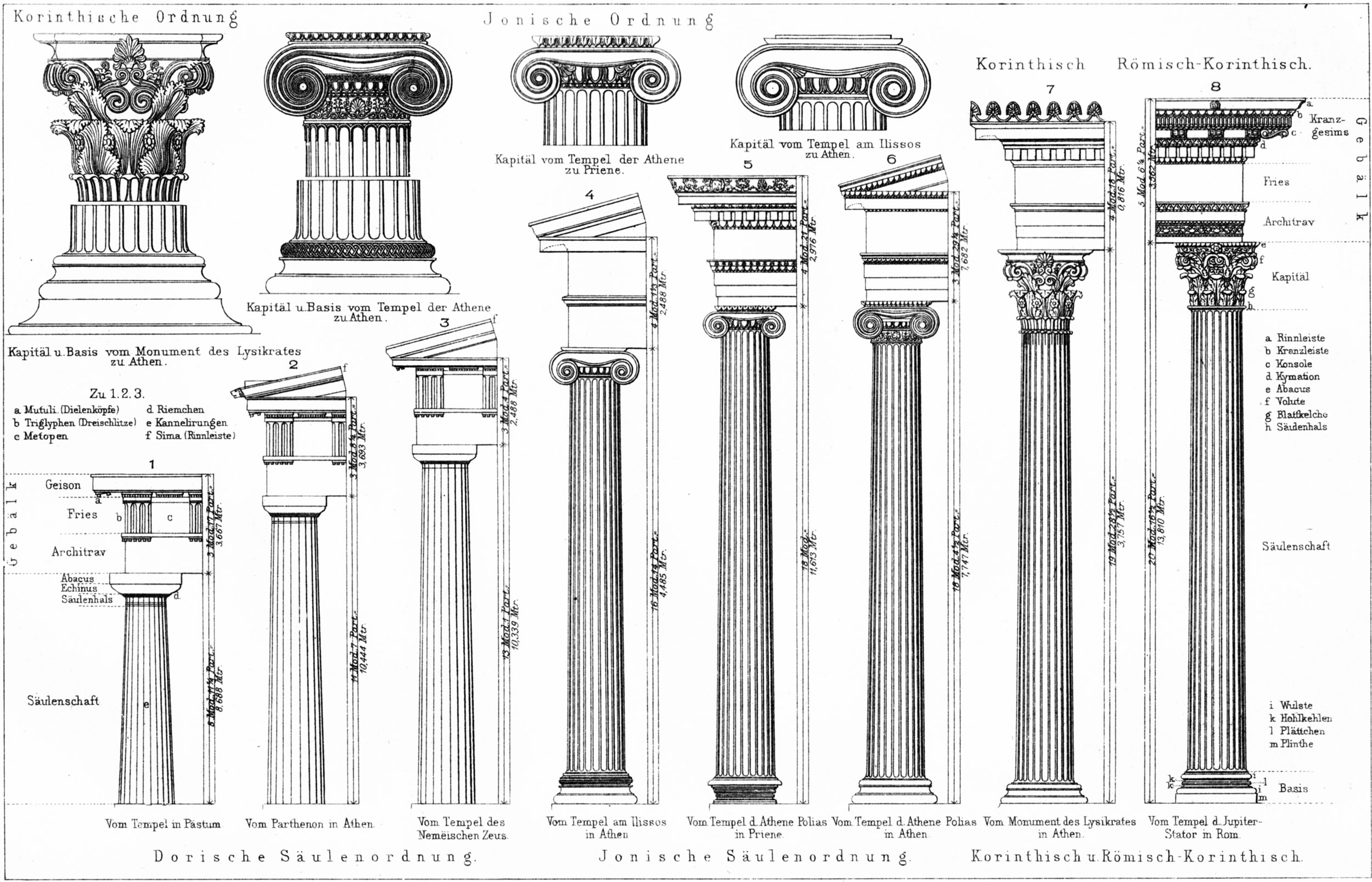
Illustration représentant des colonnes qui, de gauche à droite, appartiennent aux ordres dorique, ionique et corinthien.

Pour les articles homonymes, voir Architecture grecque.
L'architecture de la Grèce antique désigne le style architectural mis en œuvre par les Grecs dont la culture a prospéré en Grèce continentale, au Péloponnèse et sur les îles de la mer Égée ainsi que dans leurs colonies d'Anatolie et d'Italie sur une période s'étalant d'environ 900 av. J.-C. jusqu'au Ier siècle apr. J.-C. Les plus anciennes œuvres architecturales parvenues jusqu'à nos jours ne remontent toutefois qu'approximativement à 600 av. J.-C.
Ce style architectural est désormais essentiellement reconnu pour ses temples, que l'on retrouve en très grand nombre dans toute l'aire culturelle grecque, et dont le Parthénon est considéré tant aujourd'hui qu'à l'époque de son érection comme le modèle absolu. La plupart des vestiges de ces anciens temples sont très parcellaires et les mieux conservés se trouvent en dehors des limites de l'État grec actuel. Le deuxième type d'édifice le plus fréquemment retrouvé dans tout l'ancien monde hellénique correspond aux théâtres, dont les plus anciens datent d'environ 525-480 av. J.-C. Outre les théâtres et les temples, on retrouve encore des portes (propylées), des places publiques (agoras) parfois entourées de murs soutenus par des colonnades (stoas), des gradins où se sont réunies les assemblées municipales (bouleutérions), des tombeaux monumentaux (mausolées) ainsi que des stades.
Il se distingue par ses caractéristiques hautement formalisées, tant sur le plan structurel qu'au niveau des ornements et décorations. C'est particulièrement vrai dans le cas des temples dont chaque bâtiment semble avoir été conçu comme une entité sculpturale s'intégrant dans son paysage, la plupart du temps élevée afin que l'élégance de ses proportions et de ses effets de lumière puissent être observées sous tous les angles. Nikolaus Pevsner disait que « la forme plastique du temple grec est […] placée devant nous avec une présence physique plus intense, plus vivante que celle de tout autre édifice ultérieur ».
Le vocabulaire courant de l'architecture grecque antique, en particulier sa division en trois ordres bien définis (dorique, ionique et corinthien), a exercé une influence considérable sur l'architecture occidentale. L'architecture de la Rome antique, à titre d'exemple, est entièrement issue de celle de la Grèce et a transmis son héritage en Italie où elle continue d'avoir une vive influence. À partir de la Renaissance, les principes du classicisme ont perpétué non seulement les formes précises et les détails ordonnés de l'architecture grecque, mais aussi son concept de perfection architecturale fondée sur la beauté, l'équilibre et la proportion. Les courants architecturaux néo-classique et Greek Revival suivent et adaptent de près l'architecture grecque antique.

## Contexte

### Cadre géographique
La Grèce et ses îles sont très rocailleuses, avec des côtes profondément découpées, des chaînes de montagnes accidentées et peu de surfaces boisées. Le matériau de construction le plus abondamment disponible est par conséquent la pierre, notamment le calcaire trouvable aisément et surtout très malléable. D'abondants gisements fournissent du marbre blanc de haute qualité à la fois sur le continent et sur les îles, en particulier à Páros et à Naxos. La finesse de cette pierre a été l'un des facteurs déterminants ayant contribué à la précision des détails architecturaux et sculpturaux caractéristiques de l'architecture de la Grèce antique. De la même manière, l'argile servant à fabriquer la poterie était omniprésente dans la région et des gisements majeurs se trouvaient près d'Athènes. Non seulement exploitée pour la production de céramiques, l'argile faisait également office de tuiles pour les toits et pouvait avoir une fonction ornementale.
Le climat grec est tempéré, soumis à la fois au froid hivernal et à la chaleur estivale mais toujours modéré par les brises marines. C'est pour cette raison que les Grecs ont développé un mode de vie très sociable dans lequel bon nombre d'activités quotidiennes se déroulaient à l'extérieur. Ainsi, les temples étaient placés sur le sommet des collines, leurs façades extérieures étant conçues comme des points de repère visuels ou de rassemblements lors des processions, tandis que les théâtres étaient aménagés sur des pentes naturelles où les gens pouvaient s'asseoir confortablement en plein air plutôt que dans des structures confinées entre quatre murs. Les colonnades ou les cours qui encerclaient parfois certains bâtiments pouvaient offrir un abri contre le soleil ou en cas d'averses soudaines.

La luminosité du ciel grec est sans doute le troisième facteur le plus important vis-à-vis du développement du caractère particulier de l'architecture de la Grèce antique. La lumière est souvent extrêmement claire, et par temps ensoleillé le ciel et la mer sont tous deux d'un bleu vif. Par effet de contraste, cette lumière dessine également des ombres nettes qui confèrent une certaine précision aux détails des paysages entourant les édifices. Dans cet environnement caractéristique, les architectes grecs érigeaient des bâtiments qui se distinguaient par la précision de leurs détails. Les surfaces de marbre étincelantes étaient lisses, courbes, cannelées ou richement sculptées pour refléter la lumière du soleil, projeter des ombres graduées et changer de couleur en fonction de la lumière du jour.

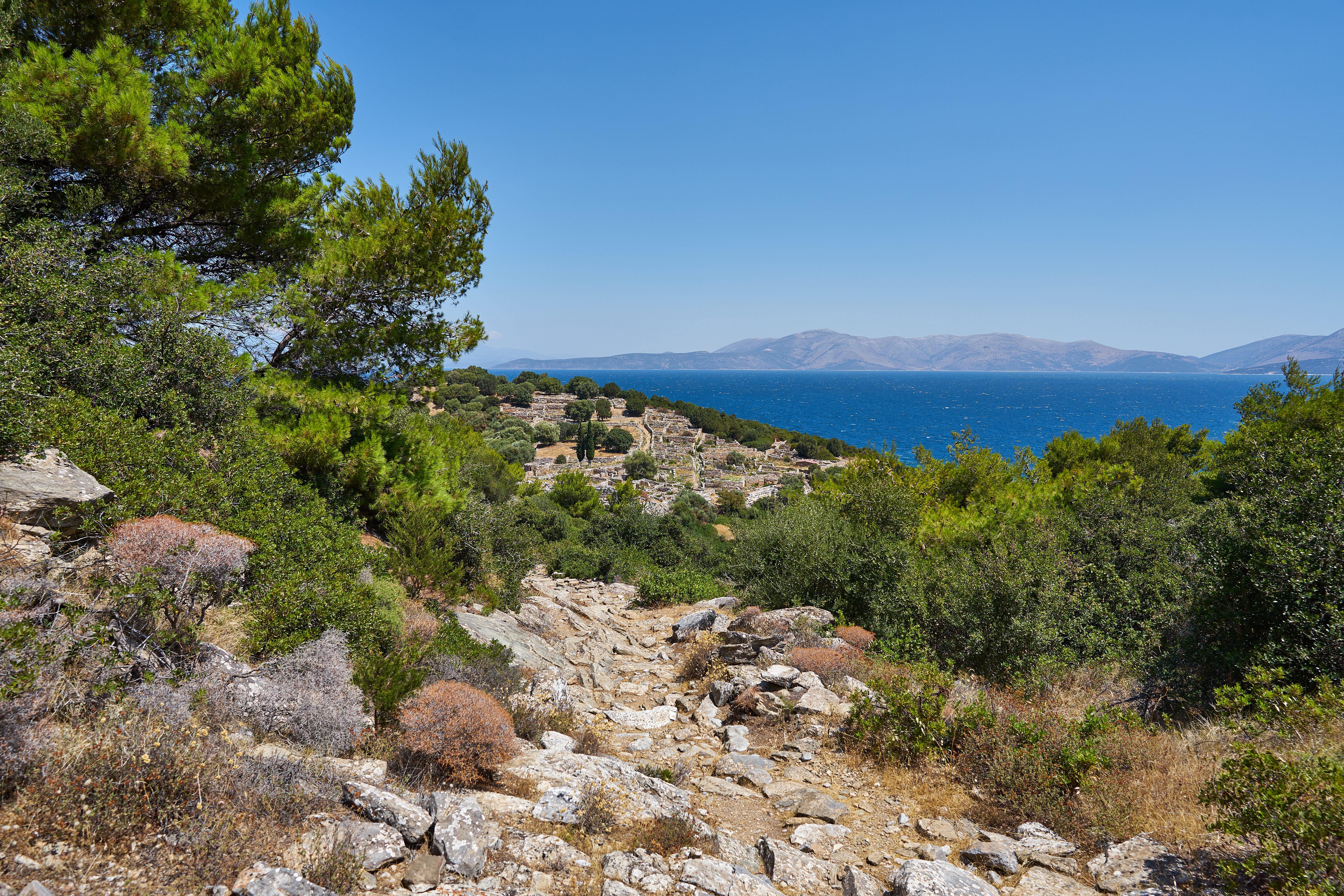
Vestiges sur le littoral accidenté de Rhamnonte, en Attique.
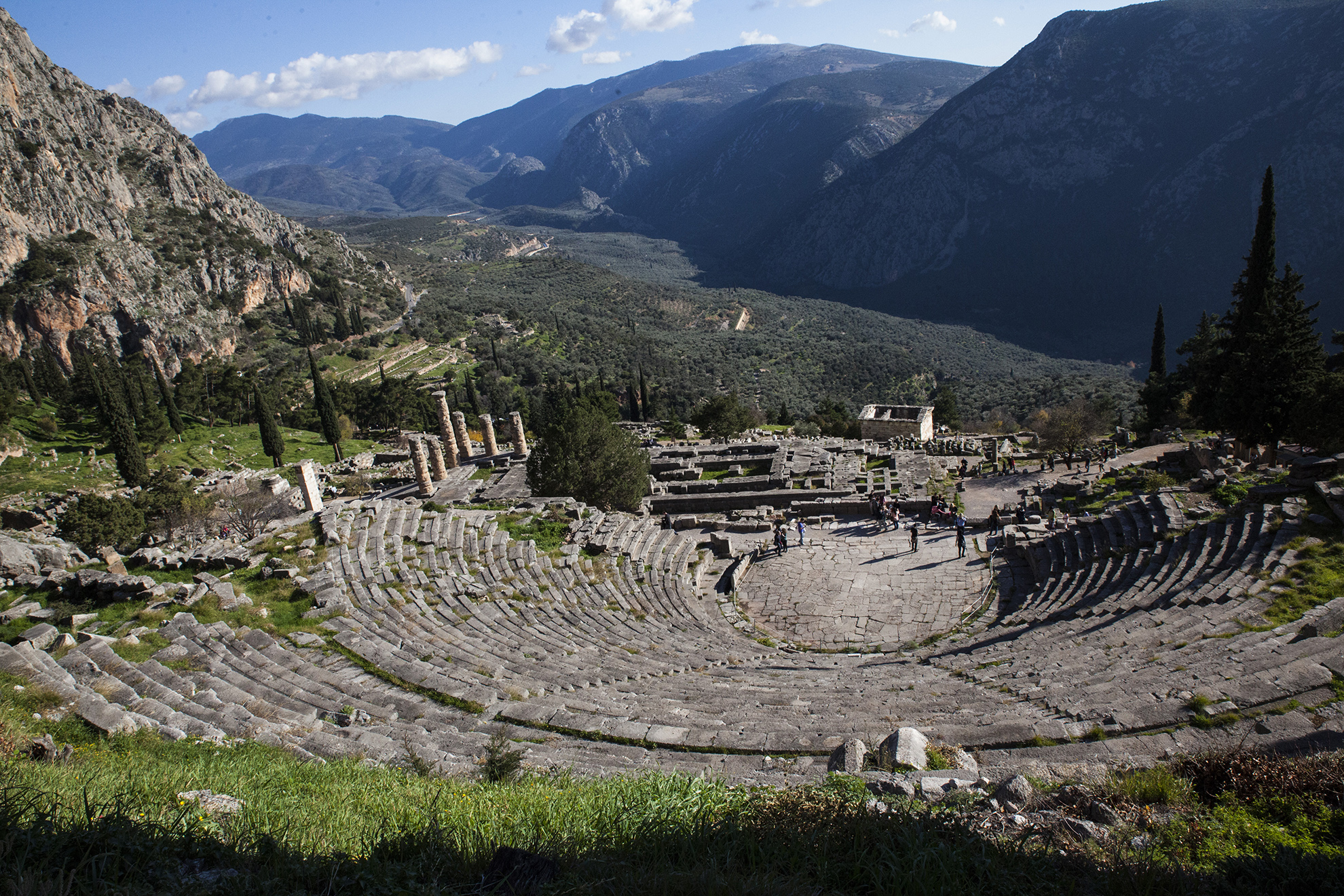
Le théâtre et le temple d'Apollon dans les montagnes de Delphes.
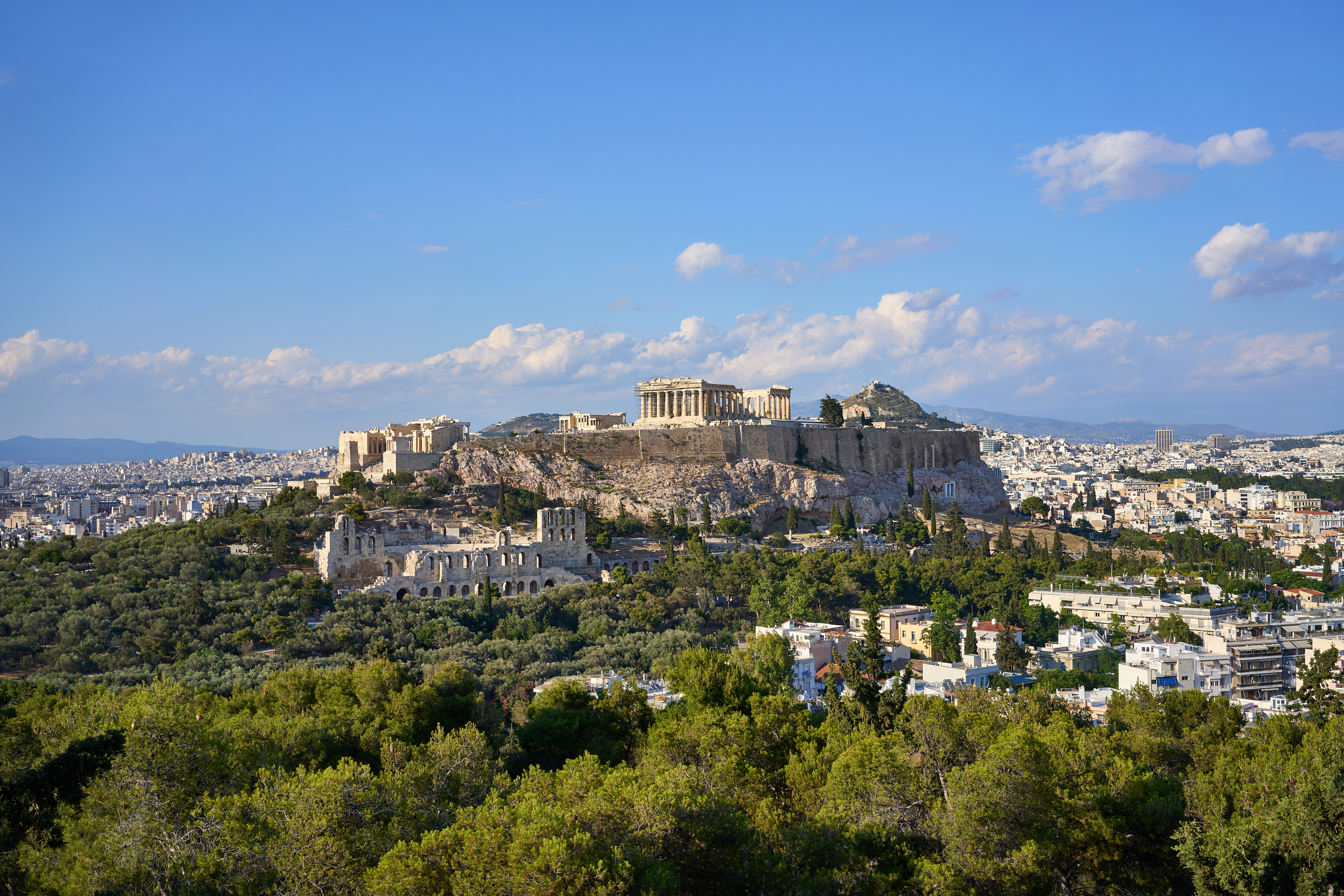
L'Acropole d'Athènes se dresse sur une proéminence naturelle surplombant la ville.
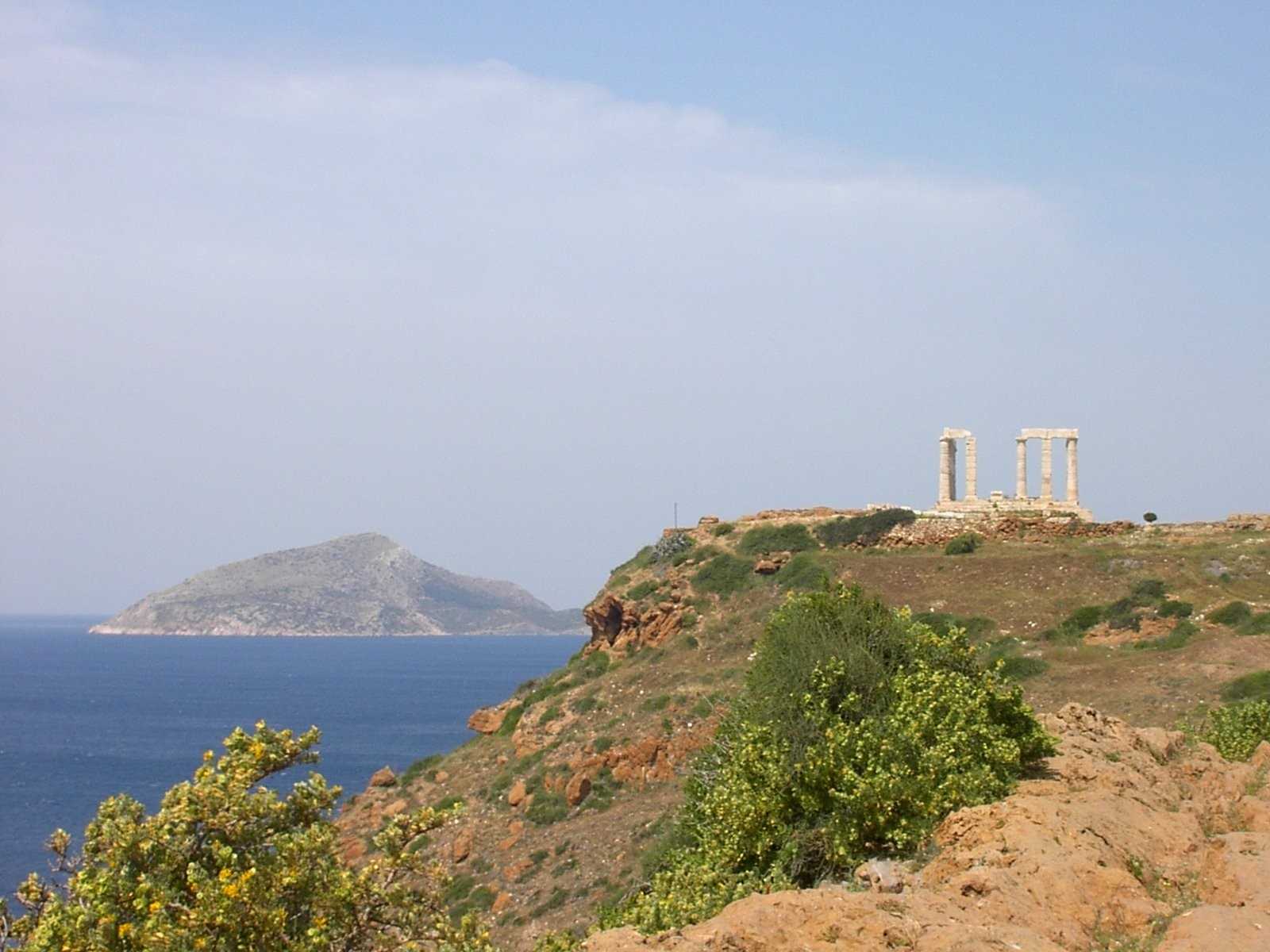
Ruines d'un temple à l'extrémité du cap Sounion, face à la mer Égée.

### Cadre historique
Les historiens découpent généralement la civilisation grecque antique en deux phases majeures : la période archaïque/classique (de 900 av. J.-C. environ à la mort d'Alexandre le Grand en 323 av. J.-C.) et la période hellénistique (de 323 av. J.-C. à 30 apr. J.-C.). Vers le début de l'époque classique, aux alentours de l'an 600 av. J.-C., des œuvres architecturales aux dimensions massives font leur apparition. Au cours de la période ultérieure (hellénistique), la culture grecque s'est répandue à la suite des conquêtes d'Alexandre le Grand puis de la domination de l'Empire romain, qui en a absorbé la plus grande partie pour l'intégrer à sa propre civilisation.
Mais avant cet âge d'or, deux grandes cultures dominaient ce qui allait devenir la Grèce : la civilisation minoenne (vers 2 800 - vers 1 100 av. J.-C.) et la civilisation mycénienne (vers 1 500 - 1 100 av. J.-C.). « Minoenne » est le nom attribué par les historiens modernes à la civilisation de l'ancien peuple de la Crète, célèbre pour ses vastes palais richement décorés et pour sa poterie souvent peinte de motifs floraux ou marins. Les Mycéniens, qui vivaient quant à eux dans le Péloponnèse, étaient culturellement très distincts puisque leurs édifications avaient une vocation essentiellement militaire (citadelles, fortifications) ou religieuse (tombeaux) tandis que leurs vases n'étaient pas décorés d'algues ou de poulpes mais bien souvent de marches de soldats. Les deux civilisations s'effondrèrent brutalement vers 1 100 av. J.-C., la première probablement à cause d'une éruption volcanique et la seconde à cause d'une invasion menée par les Doriens qui peuplaient déjà la Grèce continentale. À la suite de ces événements, la région semble avoir connu un certain repli au cours de la période souvent désignée comme les siècles obscurs.

### Cadre artistique

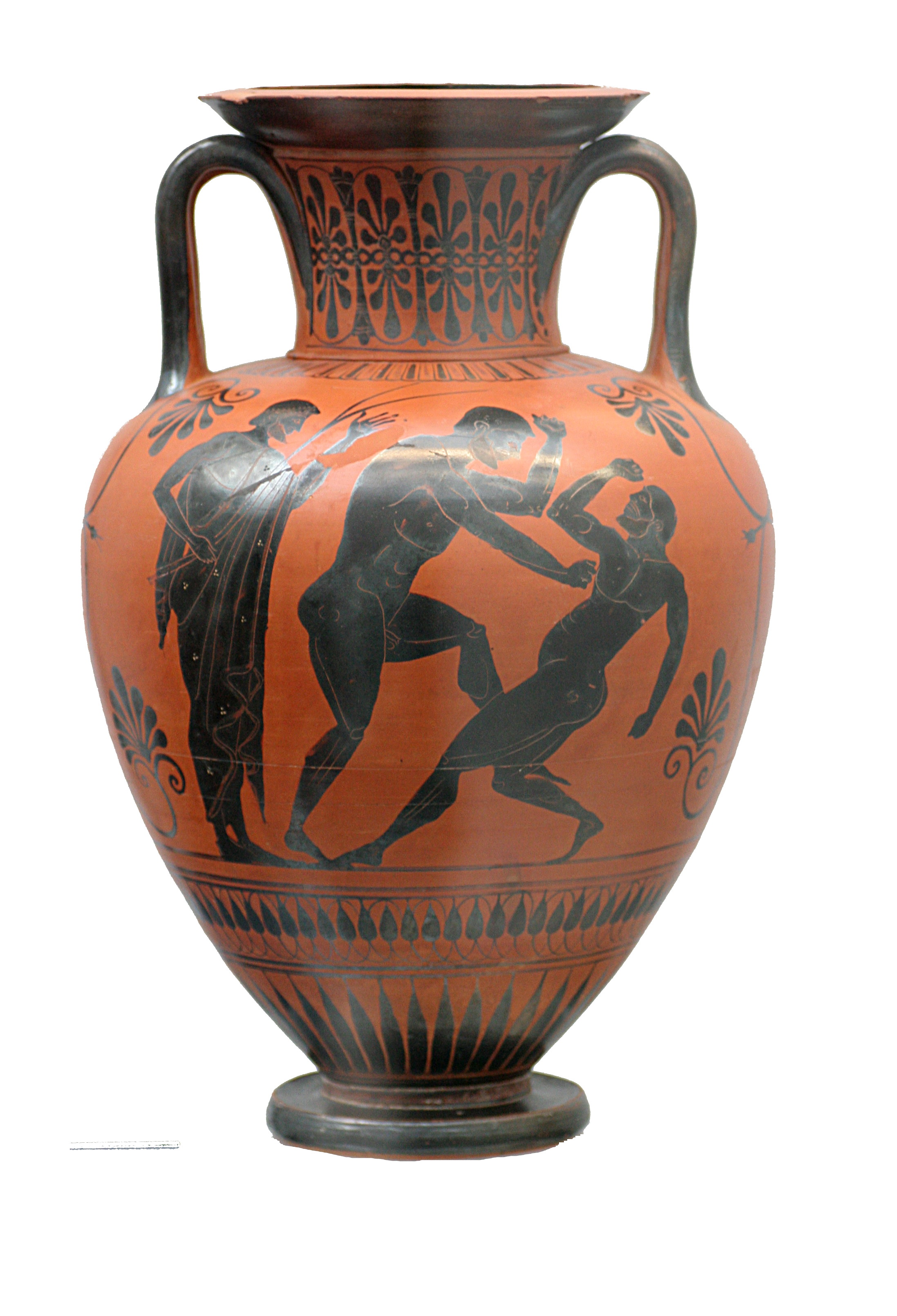
Amphore à figures noires (500-490 av. J.-C.) présentant les proportions et le style caractéristiques de l'art grec ancien.

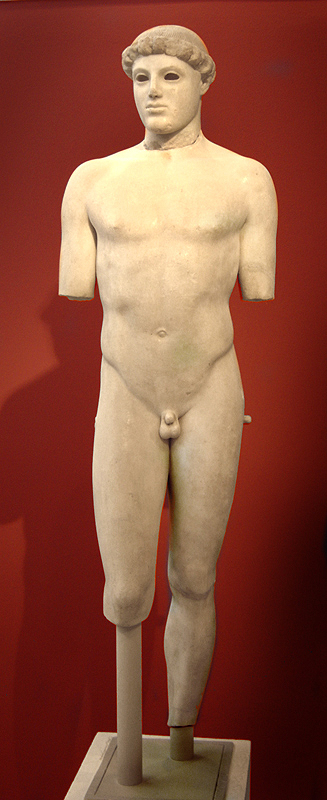
L'éphèbe de Critios (vers 480 av. J.-C.), exemple typique d'une statue humaine à l'époque grecque antique.

L'histoire de l'art de l'époque grecque antique est généralement subdivisée en quatre périodes : le protogéométrique (1 100-900 av. J.-C.), le géométrique (900-700 av. J.-C.), l'archaïque (750-500 av. J.-C.) et le classique (500-323 av. J.-C.) ; la sculpture à elle seule fait l'objet d'un découpage chronologique différent : style sévère, premier classicisme et second classicisme. Les premiers signes du caractère distinctif de l'architecture grecque antique se reflètent déjà dans la poterie des Doriens au Xe siècle av. J.-C., dont le sens des proportions, la symétrie et l'équilibre n'étaient pas apparentes dans les productions crétoises et mycéniennes. La décoration est précisément géométrique et ordonnée soigneusement sur chaque récipient. Ces qualités esthétiques sont le résultat d'un millénaire de tradition de fabrication potière en Grèce et auront une influence décisive sur l'architecture qui émergera quelques siècles plus tard. Cette amélioration s'est produite grâce à l'usage croissant de la figure humaine comme motif décoratif majeur dans l'optique de dépeindre l'humanité, sa mythologie, ses activités ou ses passions.
L'évolution de la représentation de la forme humaine dans la poterie s'est accompagnée d'une évolution analogue dans la sculpture. Les minuscules bronzes stylisés de la période géométrique ont cédé la place à des représentations monolithiques grandeur nature très formalisées à l'époque archaïque. La période classique a été marquée par une évolution rapide vers des représentations idéalisées mais de plus en plus réalistes de divinités sous des traits anthropomorphes. Cette évolution a eu des répercussions directes sur la décoration sculpturale des temples, car bon nombre des plus grandes œuvres existantes de la sculpture grecque antique ornaient autrefois les temples, et de même les plus grandes statues, telles que les statues chryséléphantines perdues de Zeus au temple de Zeus à Olympie et d'Athéna au Parthénon d'Athènes, toutes deux hautes de plus de 12 mètres, y étaient autrefois abritées.

### Cadre religieux et philosophique

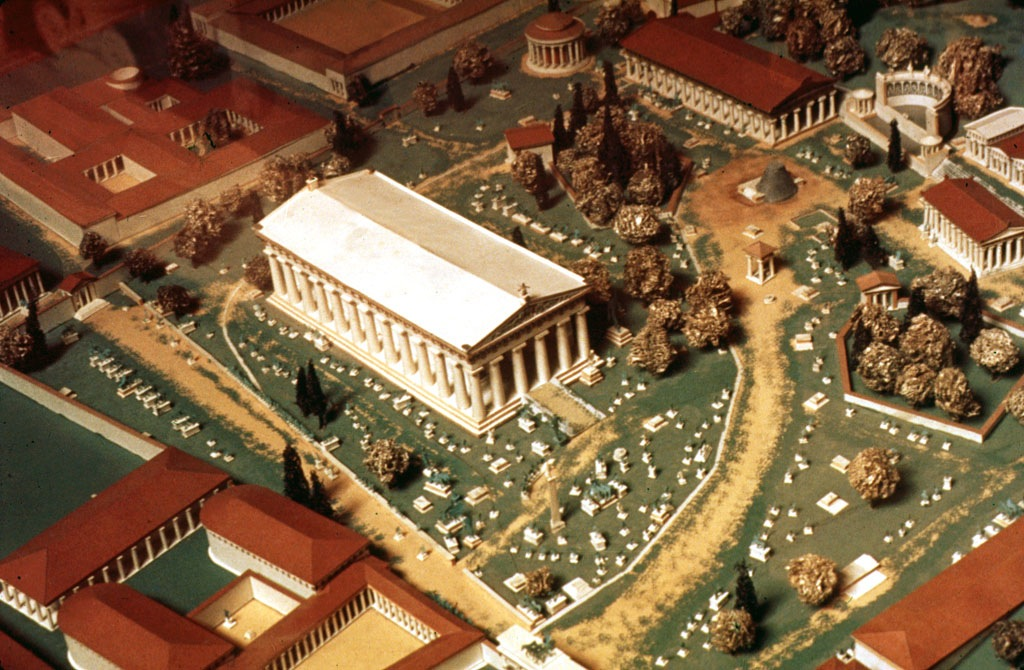
Maquette de l'ancienne Olympie avec le temple de Zeus au centre.

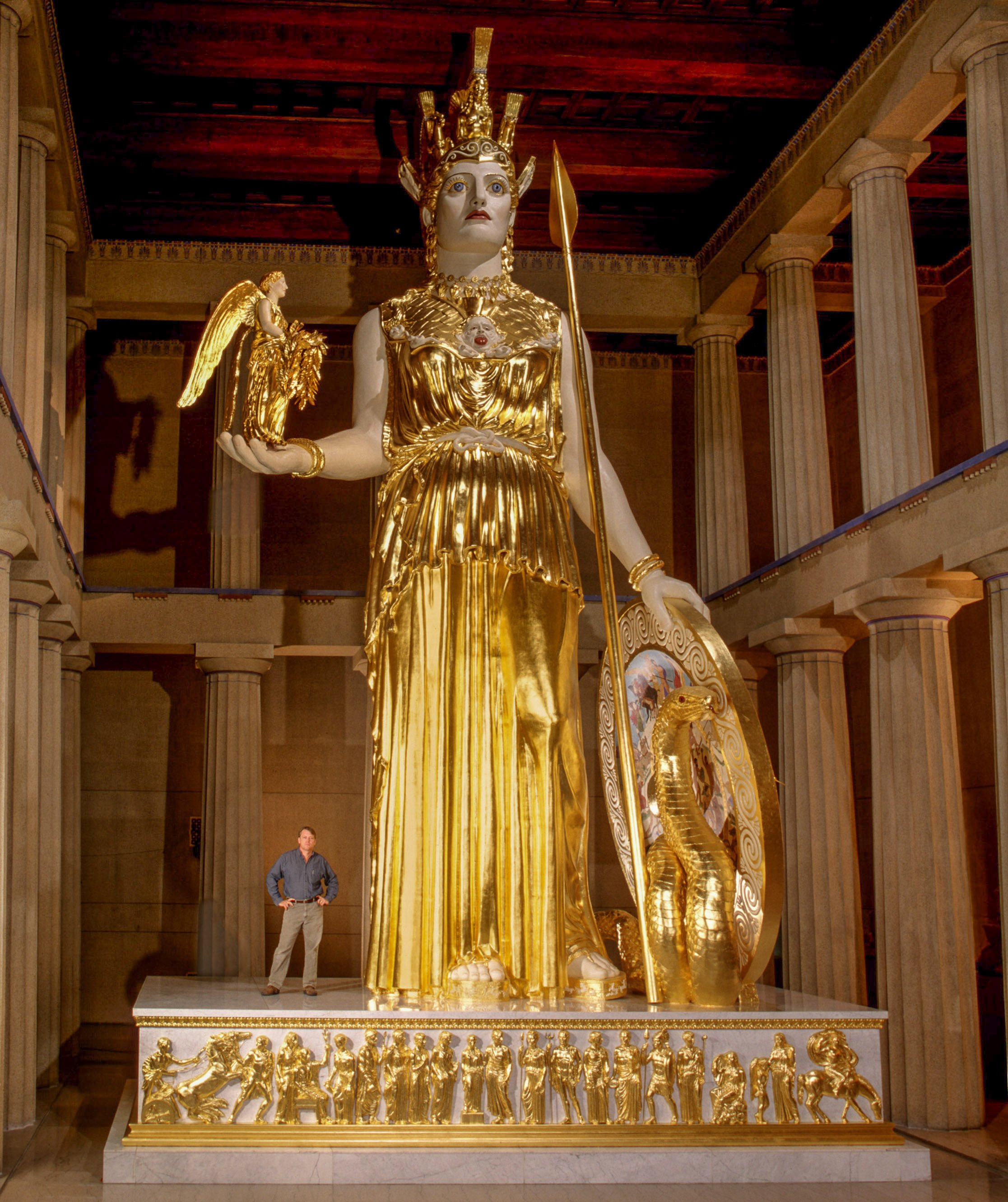
Reconstitution de la colossale statue d'Athéna, autrefois abritée au sein du Parthénon.

La religion grecque antique était une forme d'ensemble de cultes voués à la nature hérités directement des croyances des peuples anciens ayant vécu en Grèce. Cependant, elle se démarque de ses prédécesseurs en ce que l'homme n'était plus considéré comme un péril pour la nature mais comme son fruit le plus sublime. Les éléments naturels étaient personnifiés et incarnés par des dieux physiquement et psychologiquement humains.
Il était d'usage de croire que la demeure des dieux était située au sommet de l'Olympe, la plus haute montagne de Grèce. Les principales divinités du panthéon grec étaient : Zeus, dieu suprême et souverain du ciel ; Héra, sa femme et déesse du mariage ; Athéna, déesse de la sagesse ; Poséidon, dieu de la mer ; Déméter, déesse des moissons ; Apollon, dieu du soleil, de l'ordre, de la guérison, de la maladie, de la raison, de la musique et de la poésie ; Artémis, déesse de la virginité, de la chasse et de la nature sauvage ; Aphrodite, déesse de l'amour ; Hermès, dieu du commerce et des voyageurs ; Héphaïstos, dieu forgeron du feu ; et Dionysos, dieu de la vigne et du vin. Le culte des dieux, comme beaucoup d'autres activités quotidiennes, se pratiquait à l'air libre en communauté. Cependant, vers 600 av. J.-C., les dieux étaient souvent représentés par de grandes statues qui nécessitaient d'être conservées à l'abri des intempéries. C'est à cet effet que de nombreux temples vont être édifiés vers la même époque.
Les anciens Grecs vénéraient l'ordre de l'univers et, à leur tour, ils essayaient d'appliquer l'ordre et la raison à leurs créations. Leur philosophie humaniste plaçait l'homme au centre des choses et promouvait des sociétés bien ordonnées, ce qui favorisa le développement de la démocratie. Parallèlement à cela, le respect de l'intellect humain exigeait la rationalité et encourageait la passion pour la recherche, la logique, le défi et la résolution de problèmes. L'architecture grecque antique, et en particulier celle des temples, répond à ces défis en témoignant d'une passion pour la beauté, l'ordre et la symétrie qui sont le produit d'une recherche continue de la perfection, plutôt que d'une simple application d'un ensemble de règles de fonctionnement.

## Caractère architectural

### Origines
Il existe une distinction très nette entre l'architecture des civilisations mycénienne et minoenne préexistantes et celle de la Grèce antique, une grande partie des techniques et des significations de leurs styles singuliers ayant été perdues lors de l'effondrement de ces civilisations.
L'architecture mycénienne se caractérisait par des fortifications massives, entourant généralement une citadelle protégeant un palais royal, beaucoup plus petit que les « palais » minoens, et relativement peu d'autres grands édifices. Le mégaron, salle rectangulaire avec un foyer au centre, était la plus grande pièce des palais. Les briques séchées au soleil sur des bases en moellons étaient les matériaux habituels, avec des colonnes et des poutres de toit en bois. Des rangées d'orthostates en pierre de taille bordaient la base des murs aux points saillants.
L'architecture minoenne de Crète était de forme trabée, plus similaire à celle ayant cours dans la Grèce antique. Elle utilisait des colonnes en bois avec des chapiteaux, mais d'une forme très différente des colonnes doriques car plus étroites à la base et évasées vers le haut. Les premières formes de colonnes en Grèce semblent s'être développées indépendamment. À l'instar de l'architecture minoenne, l'architecture domestique grecque antique était centrée sur des espaces ouverts ou des cours entourées de colonnades. Cette forme a été adaptée à la construction de salles hypostyles dans les grands temples. L'évolution qui s'est produite dans l'architecture s'est orientée vers le bâtiment public, en premier lieu le temple, plutôt que vers une grande architecture domestique telle qu'elle s'était développée en Crète, si tant est que les « palais » crétois étaient effectivement d'usage domestique, ce qui demeure incertain.
Certaines tombes mycéniennes sont caractérisées par des structures circulaires et des dômes effilés avec des assises plates en porte-à-faux. Cette forme architecturale ne s'est pas transmise à l'architecture de la Grèce antique, mais est réapparue vers 400 av. J.-C. au sein de grandes tombes monumentales telles que celle du Lion de Cnide (vers 350 av. J.-C.).

### Typologie des édifices

#### Architecture domestique
Le mot grec désignant la famille, oikos, se réfère également au ménage ou à la maison. Les maisons grecques étaient très diversifiées et ont évolué tout au long de l'Antiquité. Les plus anciennes montraient des structures plus simples avec généralement deux pièces et un portique ouvert, ou pronaos, au sommet duquel s'élevait un fronton légèrement incliné vers le bas. Cette forme archaïque a probablement influencé celle des temples.

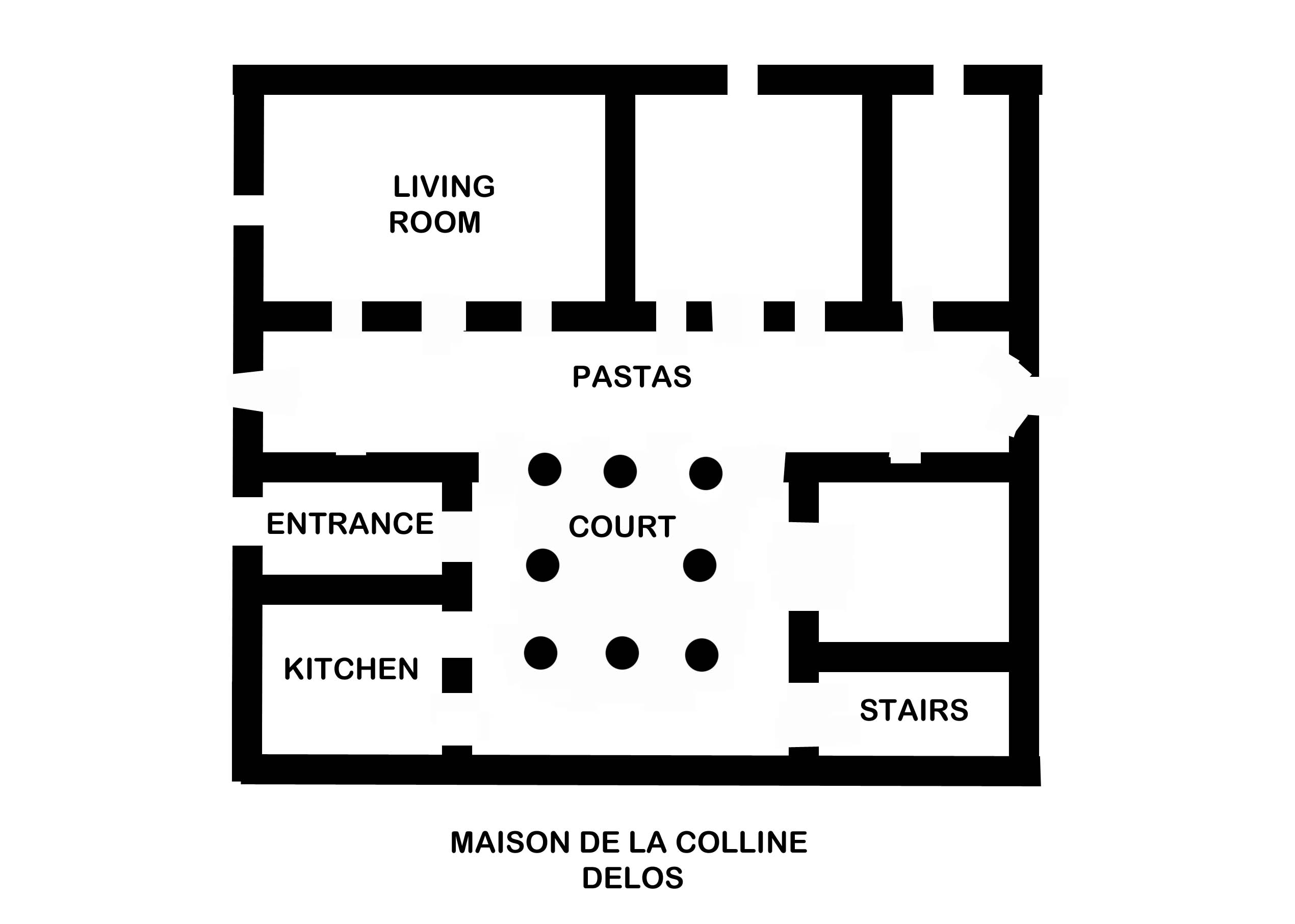
Plan de la maison de la Colline, IIe siècle av. J.-C.
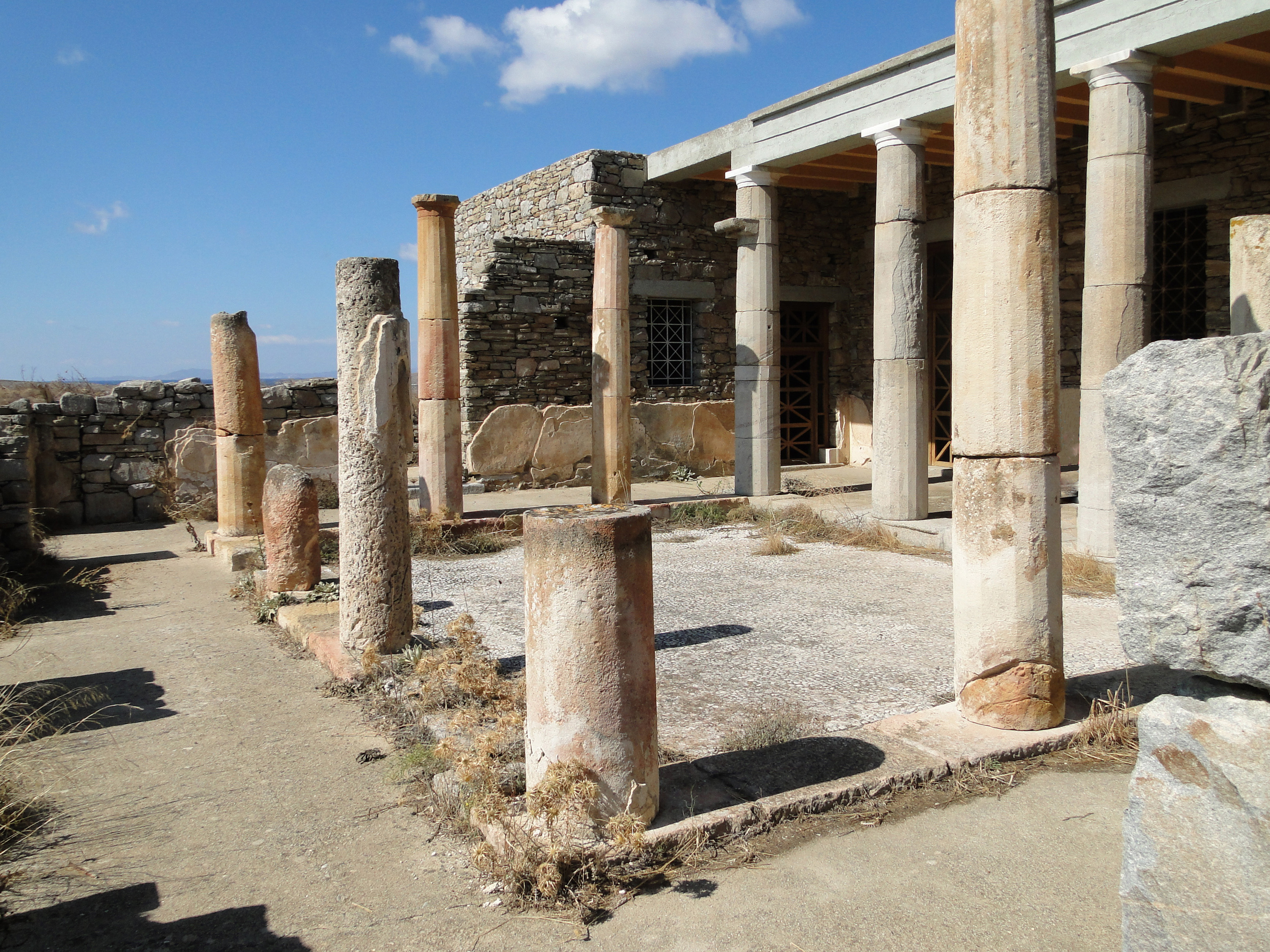
Maison des Masques, Délos, IIIe siècle av. J.-C.
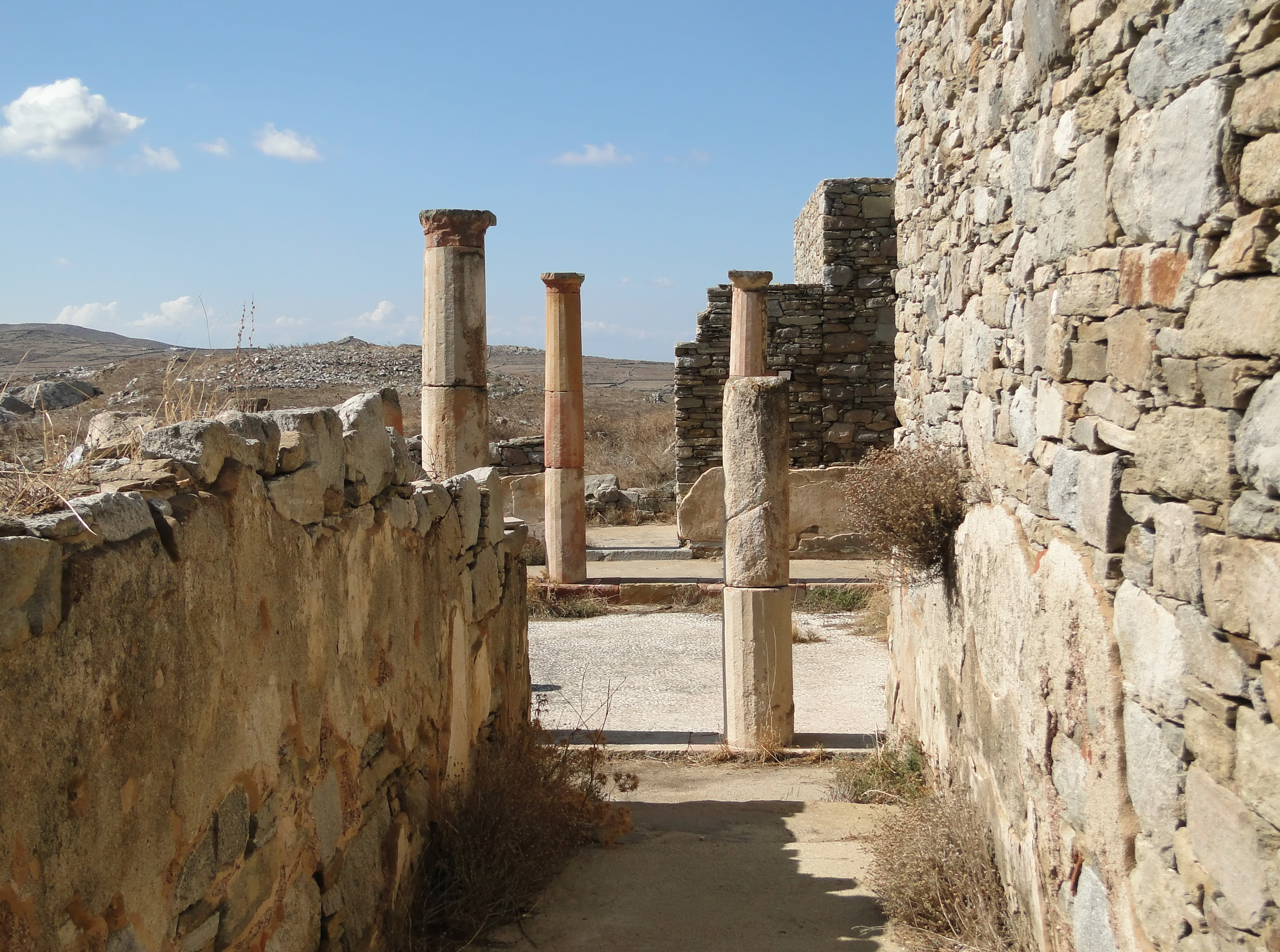
La maison des Masques.
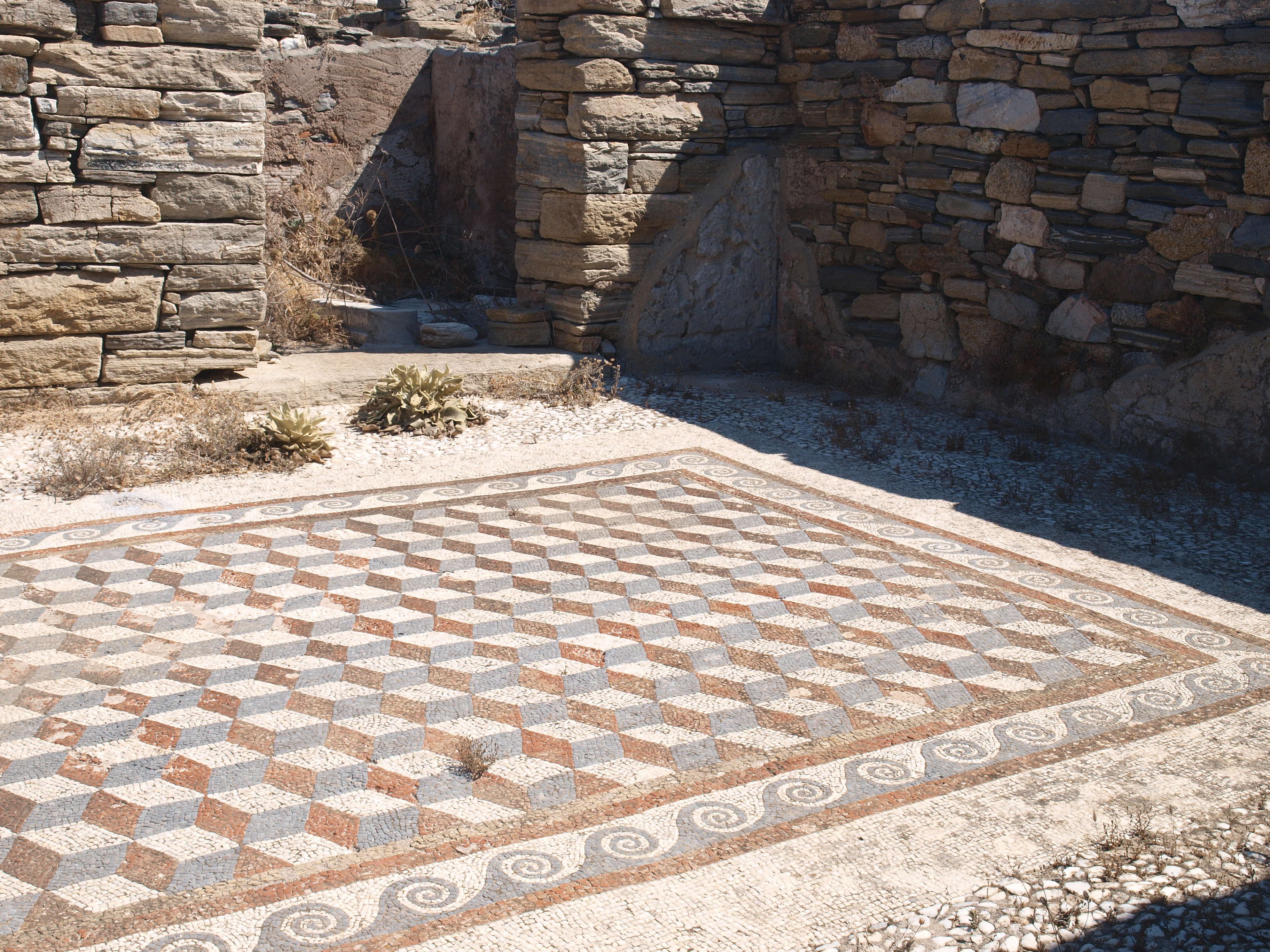
Sol en mosaïque dans l'une des maisons de Délos.

La plupart des maisons employaient des murs en briques d'argile séchées au soleil ou une ossature en bois comblée de matériaux fibreux tels que de la paille ou des algues recouvertes d'argile ou de plâtre, sur une base en pierre qui protégeait les éléments les plus vulnérables de l'humidité. Les toits étaient probablement en chaume avec des avant-toits qui surplombaient les murs perméables. Les maisons de dimension plus importante, comme celles de Délos, étaient construites en pierre et enduites de tuile. Les maisons des plus riches renfermaient des sols en mosaïque.
Les maisons étaient disposées autour d'une cour assez large, ou pasta, qui courait sur toute la longueur des bâtiments et s'ouvrait d'un côté sur une petite cour qui laissait pénétrer la lumière et l'air extérieurs. Les plans des plus grandes maisons étaient centrés autour d'un péristyle (ou cour) au centre, et les différentes pièces de la maison étaient construites autour. Certaines maisons disposaient même d'un étage supérieur qui semblerait être réservé à l'usage des femmes.
Elles étaient séparées entre elles par des murs mitoyens et formaient de petits blocs coupés par des rues étroites. Les artisans aménageaient souvent leurs boutiques dans la pièce de leur maison donnant sur la rue. À l'inverse, la pièce de vie était plutôt orientée vers la cour centrale, à l'opposé de la rue.

#### Bâtiments publics
Le temple rectangulaire est la forme la plus courante et la plus connue de l'architecture publique grecque. Cette structure rectiligne emprunte au mégaron mycénien de l'helladique tardif, qui abritait une salle du trône centrale, un vestibule et un porche. Le temple n'avait pas la même fonction qu'une église moderne, car l'autel se dressait à ciel ouvert dans le téménos ou l'enceinte sacrée, souvent directement face au temple. Les temples servaient d'écrin pour un objet de culte donné et de lieu de stockage ou de chambre forte pour le trésor associé au culte du dieu en question, ainsi que de lieu où les fidèles pouvaient déposer leurs offrandes votives, telles que des statues, des casques et des armes. Le temple faisait généralement partie d'une enceinte religieuse connue sous le nom d'acropolis. Selon Aristote, « le site doit être vu de loin et de long en large, […] qui donne une bonne élévation à la vertu et domine la cité ». De petits temples circulaires, les tholoi, ainsi que de petits bâtiments semblables à des temples mais servant uniquement de trésors de la part d'un groupe spécifique de fidèles, ont également été édifiés.

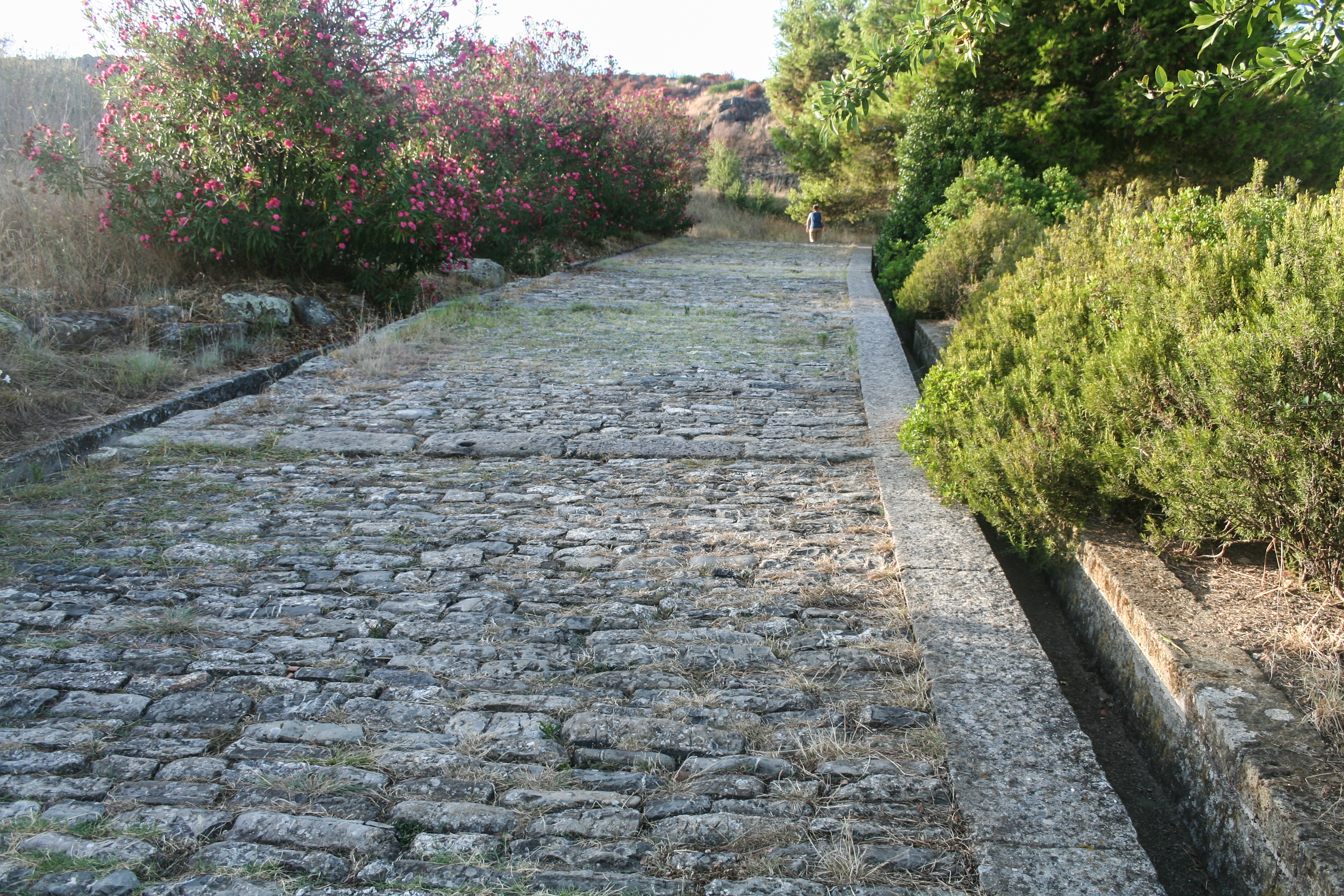
Rue grecque du IIIe siècle av. J.-C. à Élée, Italie.
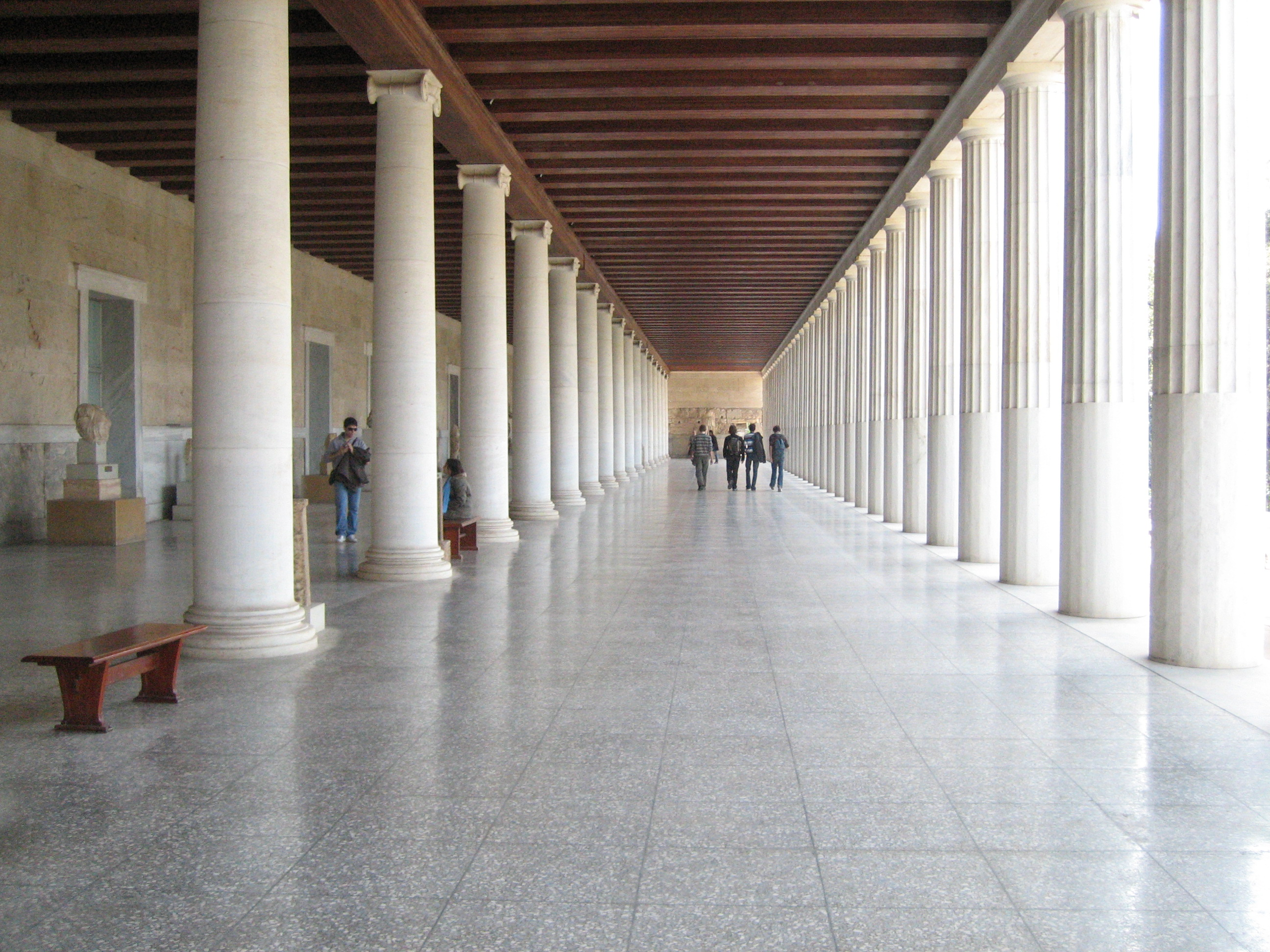
La stoa d'Attale après sa restauration, agora d'Athènes.
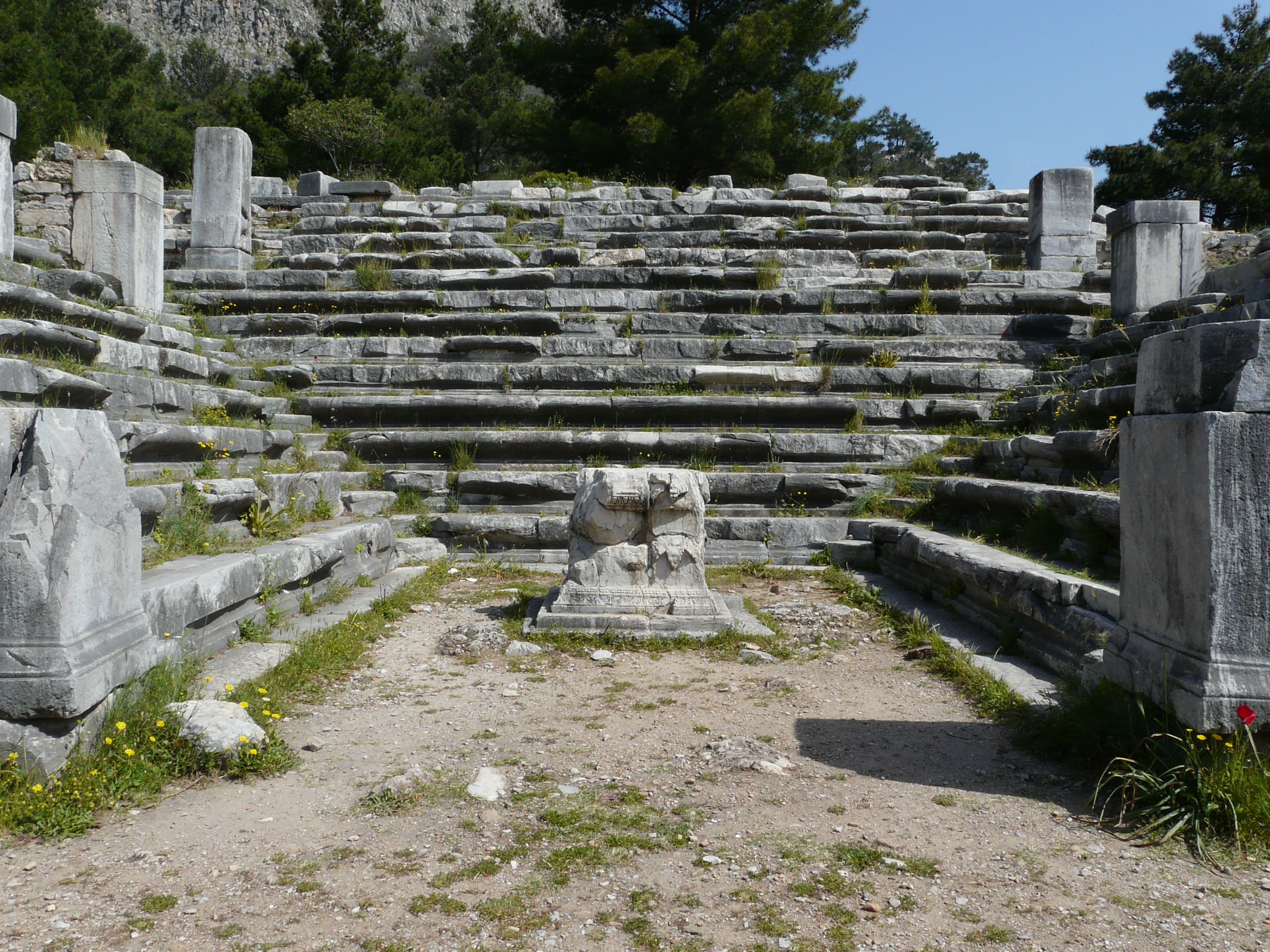
Le bouleutérion de Priène.
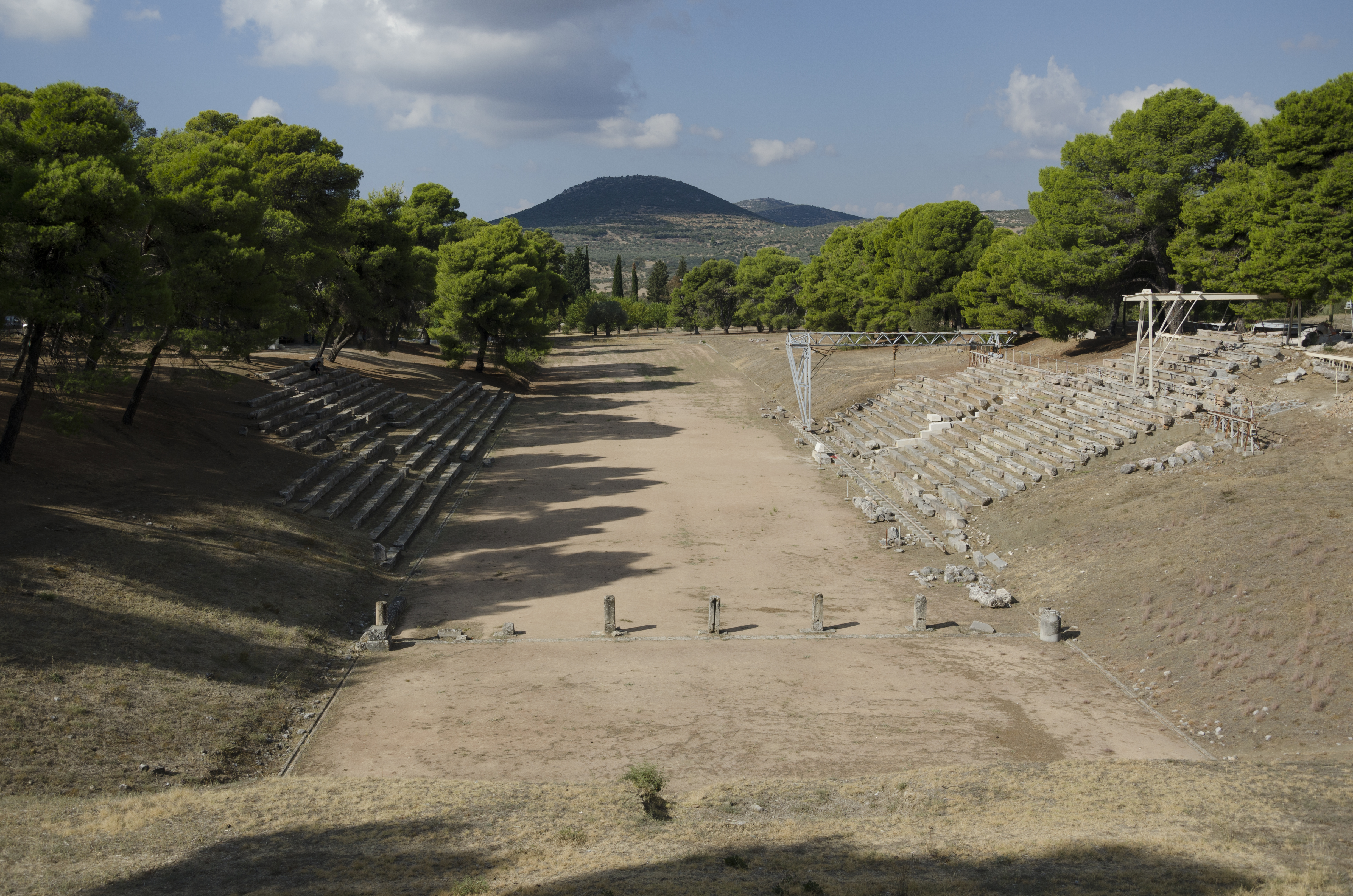
Le stade d'Épidaure.

À partir de la fin du Ve siècle av. J.-C., l'urbanisme devient l'une des préoccupations majeures des bâtisseurs grecs. Certaines cités telles que Paestum et Priène sont conçues selon un quadrillage régulier de rues pavées et dotées d'une agora, ou de place de marché centrale, entourée par les colonnades de la stoa. La stoa d'Attale, à Athènes, a été entièrement restaurée. Les cités étaient également équipées d'une fontaine d'eau publique dont les citoyens se servaient pour leurs usages domestiques. Ce développement du plan urbain régulier est associé à la figure d'Hippodamos, élève de Pythagore.
Les édifices publics deviennent des « structures dignes et gracieuses » et sont placés de manière à ce qu'ils soient liés les uns aux autres sur le plan architectural de la cité. Le propylée, ou portique, constituait l'entrée des sanctuaires des temples et d'autres sites importants, et le meilleur exemple subsistant sont ceux de l'Acropole d'Athènes. Le bouleutérion est un vaste bâtiment public avec une salle hypostyle qui sert de palais de justice et d'assemblée citoyenne pour le conseil municipal (boulè). Des vestiges de bouleutérions subsistent à Athènes, Olympie et Milet, ce dernier ayant pu accueillir jusqu'à 1 200 personnes.
Chaque cité grecque disposait d'un théâtre en plein air, utilisés à la fois pour les réunions publiques et les représentations théâtrales. Il était généralement situé sur une colline à l'extérieur de la cité et comportait des rangées de sièges en gradins disposés en demi-cercle autour de la zone centrale où était donnée la représentation, l'orchestra. Derrière l'orchestra se trouvait un petit bâtiment appelé la skènè, qui faisait office de réserve, de vestiaire mais aussi de décor puisqu'il constituait le fond de l'orchestra. Un certain nombre de théâtres grecs nous parvenus quasiment intacts, le plus élégant étant celui d'Épidaure, conçu par l'architecte Polyclète le Jeune.

En revanche, seules les plus grandes cités grecques disposaient d'une palestre ou d'un gymnase, lieu de rassemblement pour les citoyens masculins qui comprenaient également des gradins pour les spectateurs, des bains, des toilettes et des salles de banquet. Des hippodromes, utilisés pour les courses de chevaux, seules des maigres ruines ont survécu jusqu'au présent, tandis que les stades, pour la course à pied, des vestiges beaucoup plus conséquents se trouvent à Olympie, Delphes, Épidaure et Éphèse. Quant au stade panathénaïque d'Athènes, restauré au XIXe siècle pour recevoir les Jeux olympiques en 1896, 1906 et 2004, il peut accueillir jusqu'à 45 000 spectateurs.

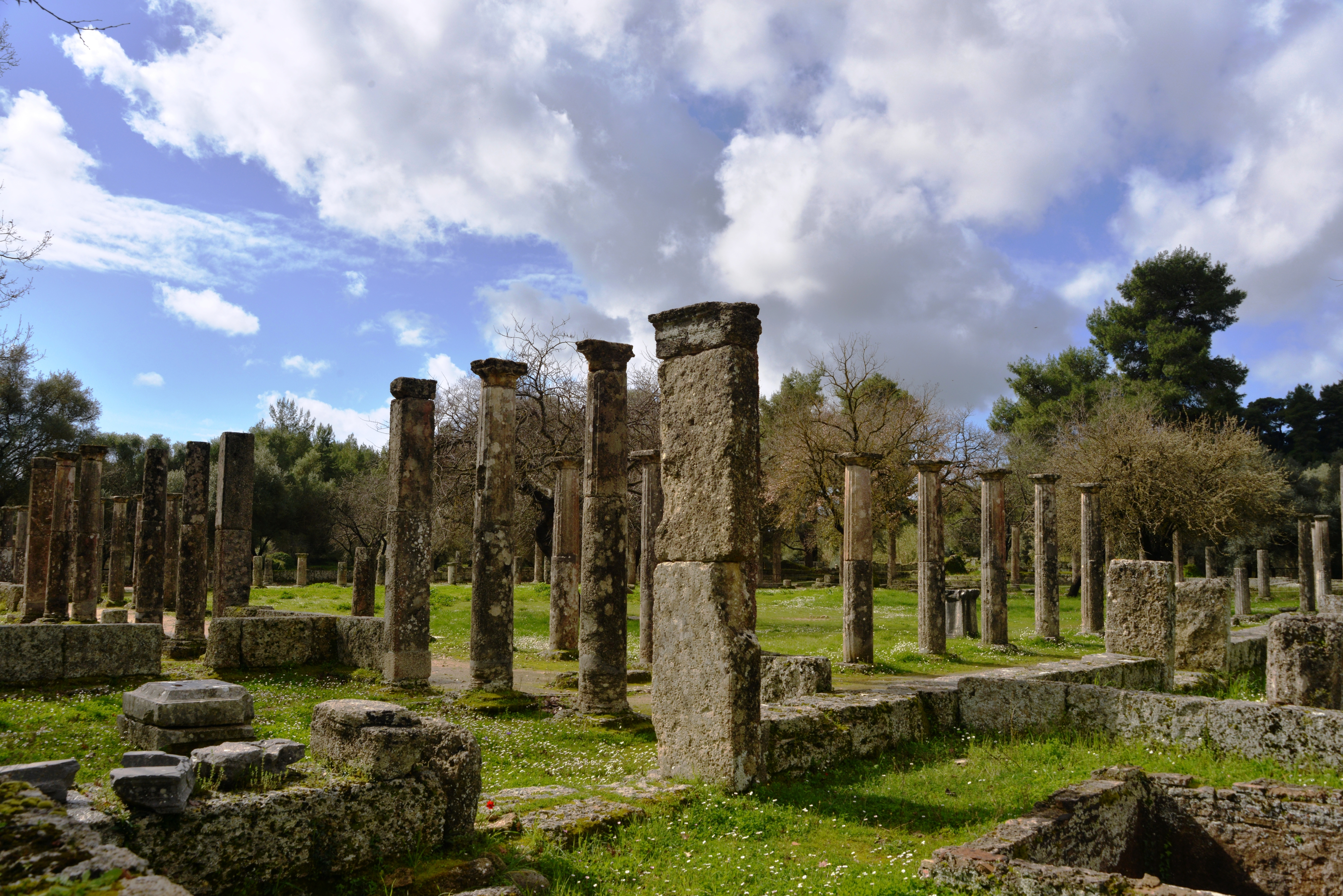
La palestre d'Olympie, utilisée pour les sports de combat tels que la lutte.
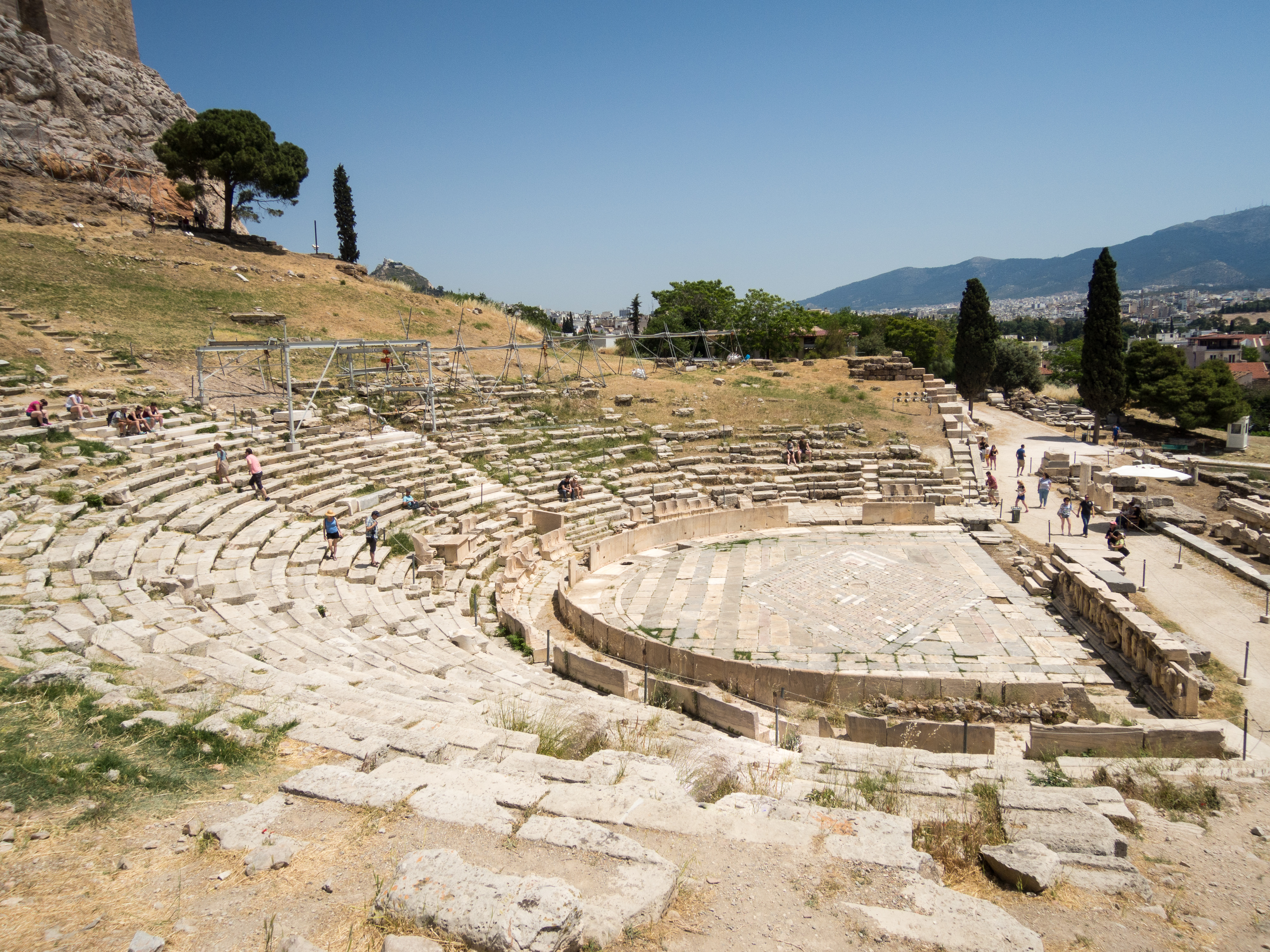
Le théâtre de Dionysos, Athènes.
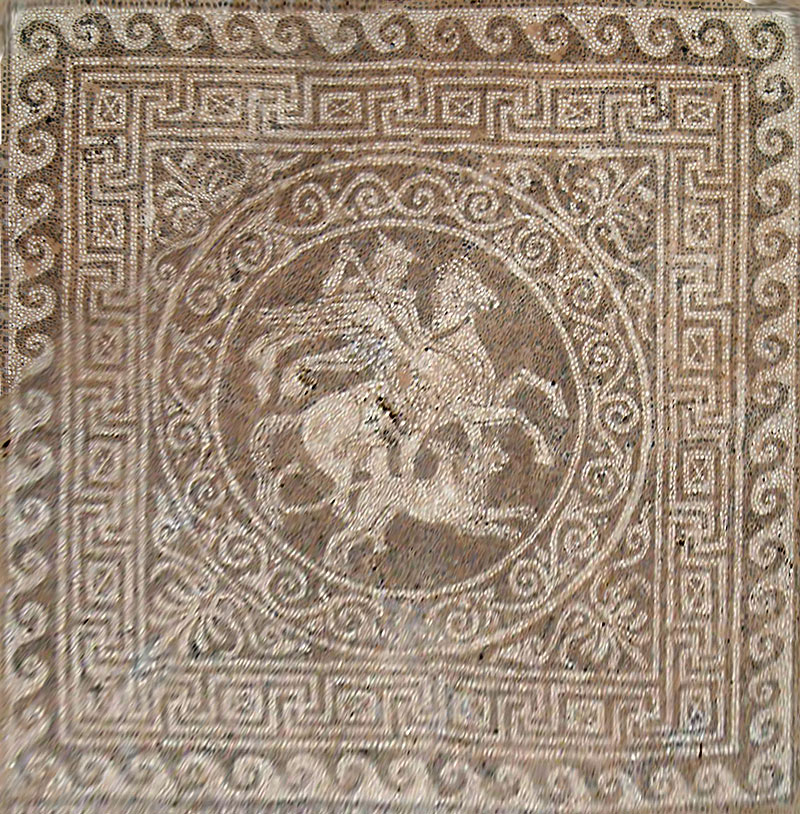
Sol en mosaïque de galets représentant Bellérophon dans une maison d'Olynthe.
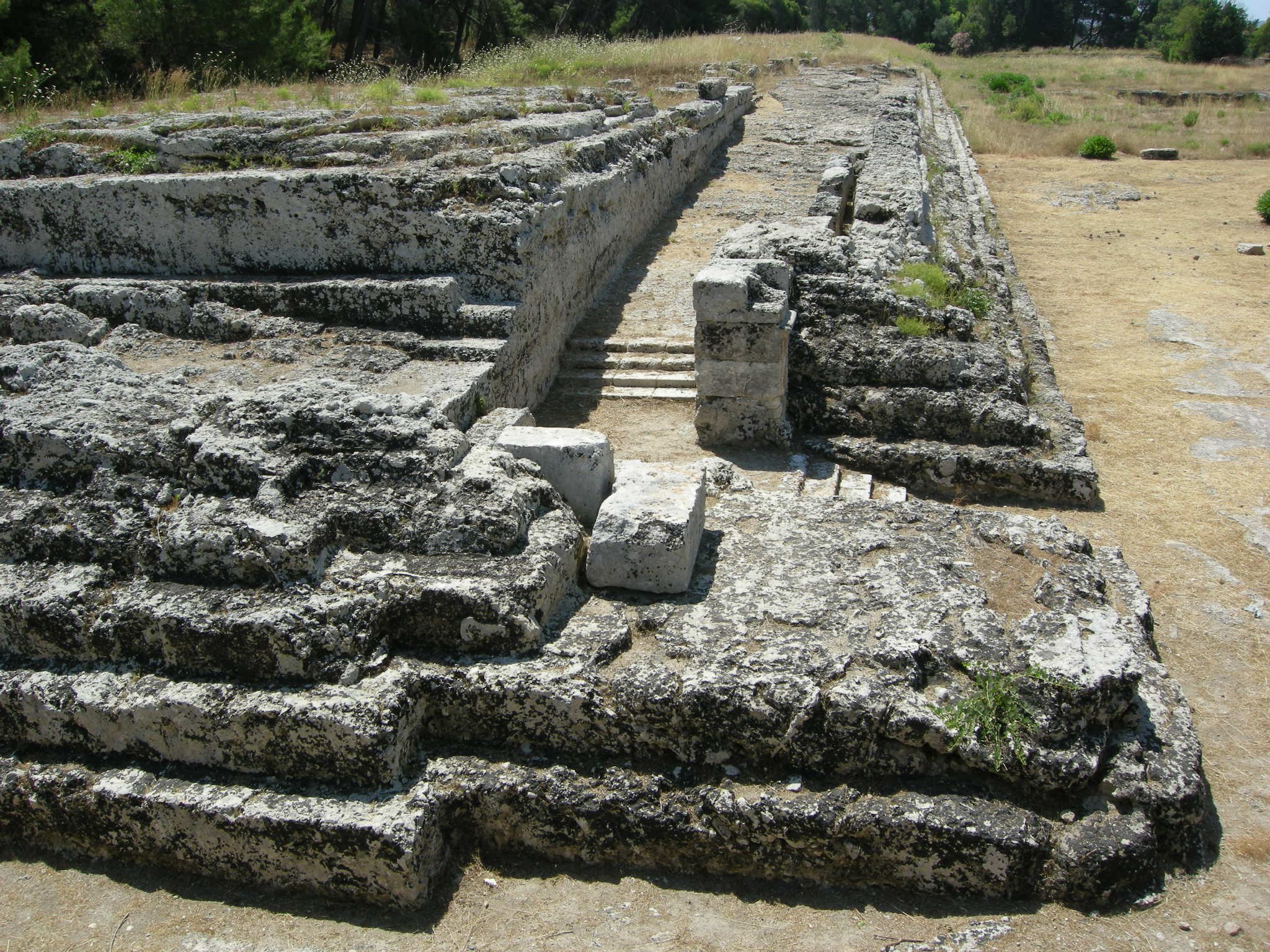
L'autel de Hiéron II, Syracuse.

### Structure d'un temple

#### Colonnes et linteaux

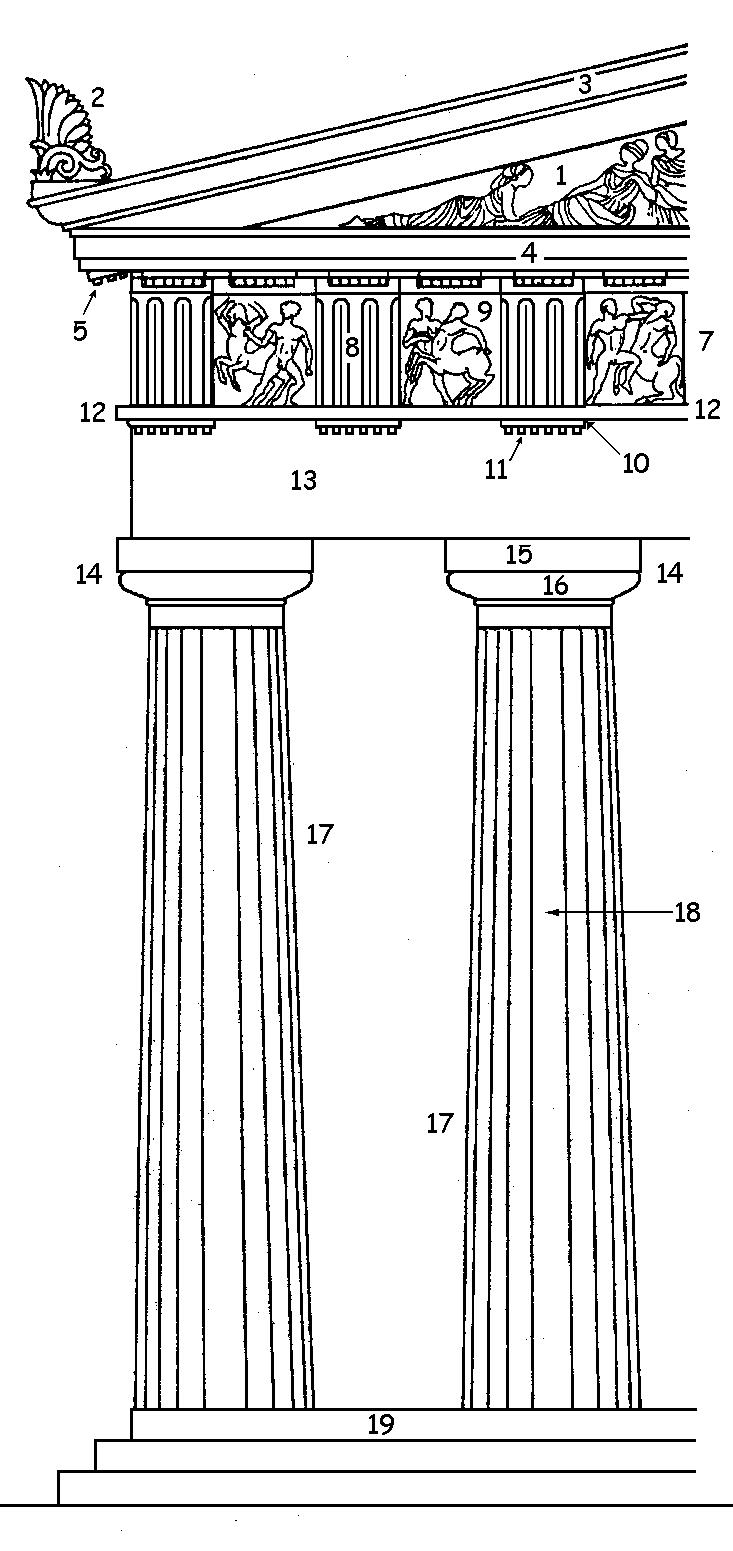
Schéma d'un temple grec antique d'ordre dorique : 1. Tympan, 2. Acrotère, 3. Sima, 4. Corniche, 5. Mutule, 7. Frise, 8. Triglyphe, 9. Métope, 10. Regula, 11. Goutte, 12. Taenia, 13. Architrave, 14. Chapiteau, 15. Abaque, 16. Échnius, 17. Colonne, 18. Cannelure, 19. Stylobate.

L'architecture de la Grèce antique est de type « colonnes et linteaux », c'est-à-dire qu'elle est essentiellement composée de poutres verticales (colonnes) soutenant des poutres horizontales (linteaux). Bien que les bâtiments de l'époque soient construits en pierre, il est assez clair qu'ils sont inspirés de structures plus modestes à l'origine en bois, avec des poteaux soutenant des poutres horizontales et un toit à nervures. Les poteaux et les poutres divisaient les murs en compartiments réguliers qui pouvaient être ouverts ou remplis de briques séchées au soleil, de lattes ou de paille et recouverts de torchis ou de plâtre. En guise d'alternative, les espaces pouvaient être remplis de gravats. Il est probable que de nombreuses maisons et temples primitifs étaient construits avec un porche ouvert ou « pronaos » au-dessus duquel s'élevait un fronton légèrement incliné.
Les premiers temples, construits pour abriter les statues de divinités, étaient probablement construits en bois avant d'être remplacés par des temples en pierre plus résistants dont beaucoup sont encore visibles de nos jours. Les témoignages de la nature originelle de l'architecture en bois ont été conservés dans les bâtiments en pierre.
Certains de ces temples sont très grands, et plusieurs, comme le temple de Zeus à Olympie et de Zeus olympien à Athènes, mesuraient plus de 90 mètres de long mais la plupart n'excédaient pas même la moitié de cette longueur. Il semble que certains des grands temples étaient à l'origine en bois et que leurs colonnes ont été remplacées au fur et à mesure que la pierre s'avérait plus résistante. C'est du moins l'interprétation de l'historien Pausanias qui a étudié le temple d'Héra à Olympie au IIe siècle apr. J.-C.
Les colonnes en pierre sont constituées d'une série de cylindres en pierre massifs ou « tambours » qui reposent les uns sur les autres sans mortier, mais qui étaient parfois centrés par une tige en bronze. Les colonnes sont plus larges à la base qu'au sommet, se rétrécissant avec une courbe vers l'extérieur appelée entasis. Chaque colonne a un chapiteau en deux parties, la partie supérieure, sur laquelle reposent les linteaux, étant carrée et appelée abaque. La partie du chapiteau qui s'élève de la colonne elle-même est appelée échinus. Elle diffère selon l'ordre puisqu'elle est simple selon l'ordre dorique, cannelée selon l'ordre ionique et feuillagée selon l'ordre corinthien. Les chapiteaux doriques et parfois même ioniques sont découpés en rainures verticales appelées cannelures. Ces cannelures ou rainures des colonnes sont un vestige de l'architecture en bois d'origine.

#### Entablement et fronton
Les colonnes d'un temple soutiennent une structure qui s'étage sur deux niveaux, l'entablement et le fronton.
L'entablement est l'élément structurel horizontal majeur qui soutient le toit et entoure l'ensemble du bâtiment. Il est composé de trois parties. Reposant sur les colonnes, l'architrave est constituée d'une série de « linteaux » en pierre qui enjambent l'espace entre les colonnes et se rejoignent au niveau d'un joint situé directement au-dessus du centre de chaque colonne.
Au-dessus de l'architrave se trouve un second étage horizontal appelé frise. La frise est l'un des principaux éléments décoratifs de l'édifice et porte un relief sculpté. Dans le cas de l'architecture ionique ou corinthienne, la décoration en relief se déroule en une bande continue, mais dans l'ordre dorique, elle est divisée en sections appelées métopes, qui remplissent les espaces entre des blocs rectangulaires verticaux appelés triglyphes. Les triglyphes sont rainurés verticalement comme les colonnes doriques et conservent la forme des poutres en bois qui auraient (potentiellement) autrefois soutenu le toit.
La bande supérieure de l'entablement est appelée corniche, et son bord inférieur est généralement richement décoré. La corniche conserve la forme des poutres qui soutenaient autrefois le toit en bois à chaque extrémité du bâtiment. À l'avant et à l'arrière de chaque temple, l'entablement soutient une structure triangulaire appelée fronton. Le tympan est l'espace triangulaire encadré par les corniches et l'emplacement de la décoration sculpturale la plus significative à l'extérieur du bâtiment.

#### Maçonnerie
Chaque temple reposait sur une base de maçonnerie appelée le crépis, généralement à trois marches, dont la plus haute portait les colonnes et s'appelait le stylobate. Les murs de maçonnerie furent employés pour les temples à partir d'environ 600 av. J.-C. La maçonnerie de tous types fut utilisée pour les bâtiments grecs antiques, y compris les moellons, mais la maçonnerie en pierre de taille la plus fine était généralement employée pour les murs des temples, en rangées ordonnées et de grandes dimensions pour minimiser les joints. Les blocs étaient grossièrement taillés et transportés depuis les carrières pour être coupés et posés très précisément, le mortier n'étant presque jamais utilisé. Les blocs, en particulier ceux des colonnes et des parties du bâtiment portant des charges, étaient parfois fixés en place ou renforcés avec des pinces en fer, des chevilles et des tiges de bois, de bronze ou de fer fixées dans du plomb pour minimiser la corrosion.

#### Sorties
Les portes et les fenêtres étaient couvertes par un linteau, ce qui, dans un bâtiment en pierre, limitait la largeur possible de l'ouverture. La distance entre les colonnes était également affectée par la nature du linteau, les colonnes à l'extérieur des bâtiments et portant des linteaux en pierre étant plus proches les unes des autres que celles de l'intérieur, qui portaient des linteaux en bois. Les ouvertures des portes et des fenêtres se rétrécissaient vers le haut. Les temples étaient construits sans fenêtres, la lumière du naos entrant par la porte. Il a été suggéré que certains temples étaient éclairés via des ouvertures dans le toit. À l'Érechthéion, une porte appartenant à l'ordre ionique est largement intacte, y compris ses moulures et l'entablement soutenu par des consoles.

Structure, maçonnerie, ouvertures et toiture des temples grecs
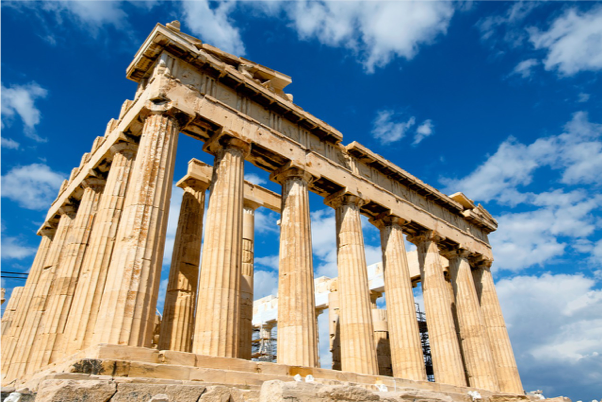
Le Parthénon présente les caractéristiques structurelles communes de l'architecture grecque antique : crépis, colonnes, entablement, fronton.
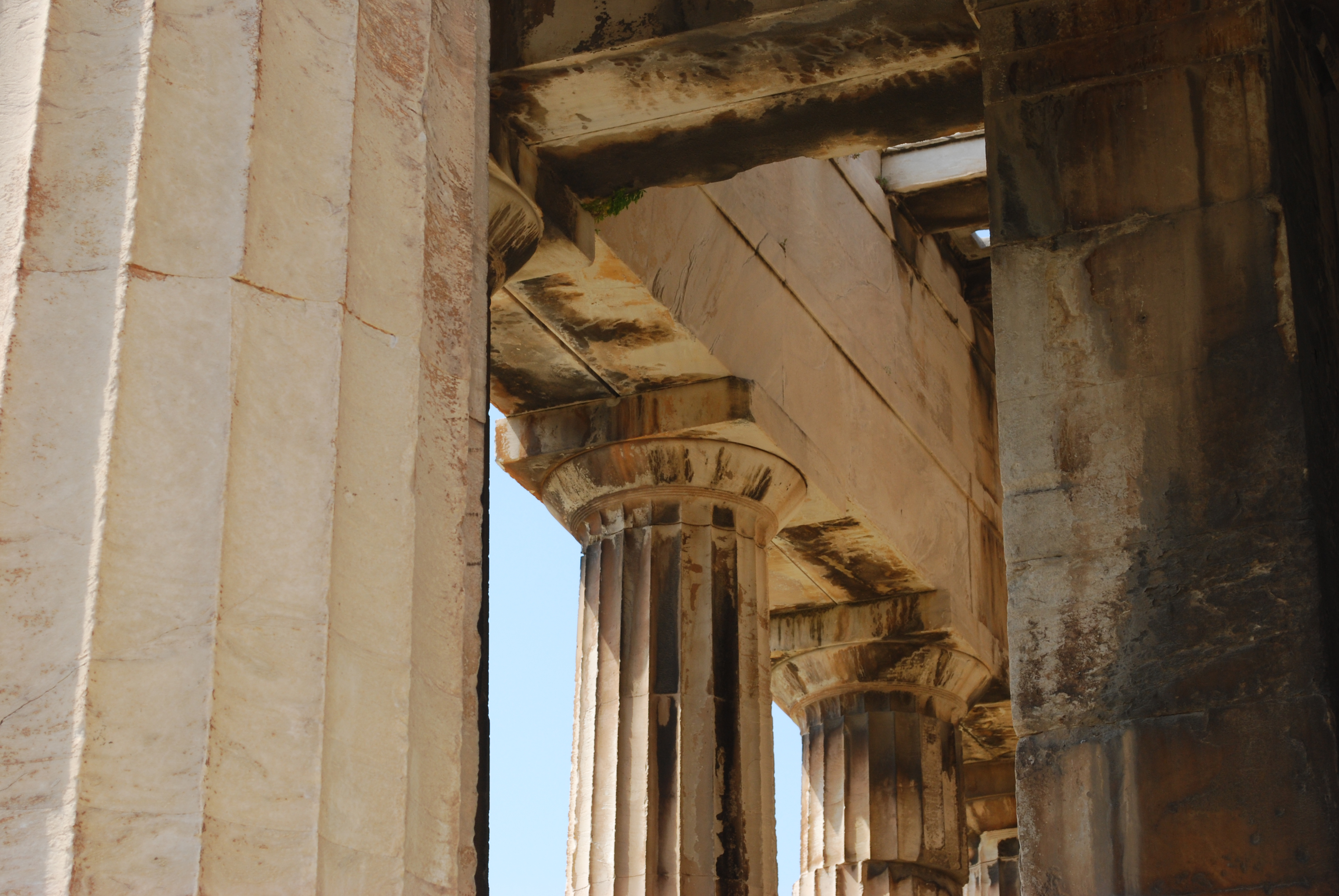
Colonnes doriques cannelées avec abaques supportant les doubles poutres de l'architrave au temple d'Héphaïstos.
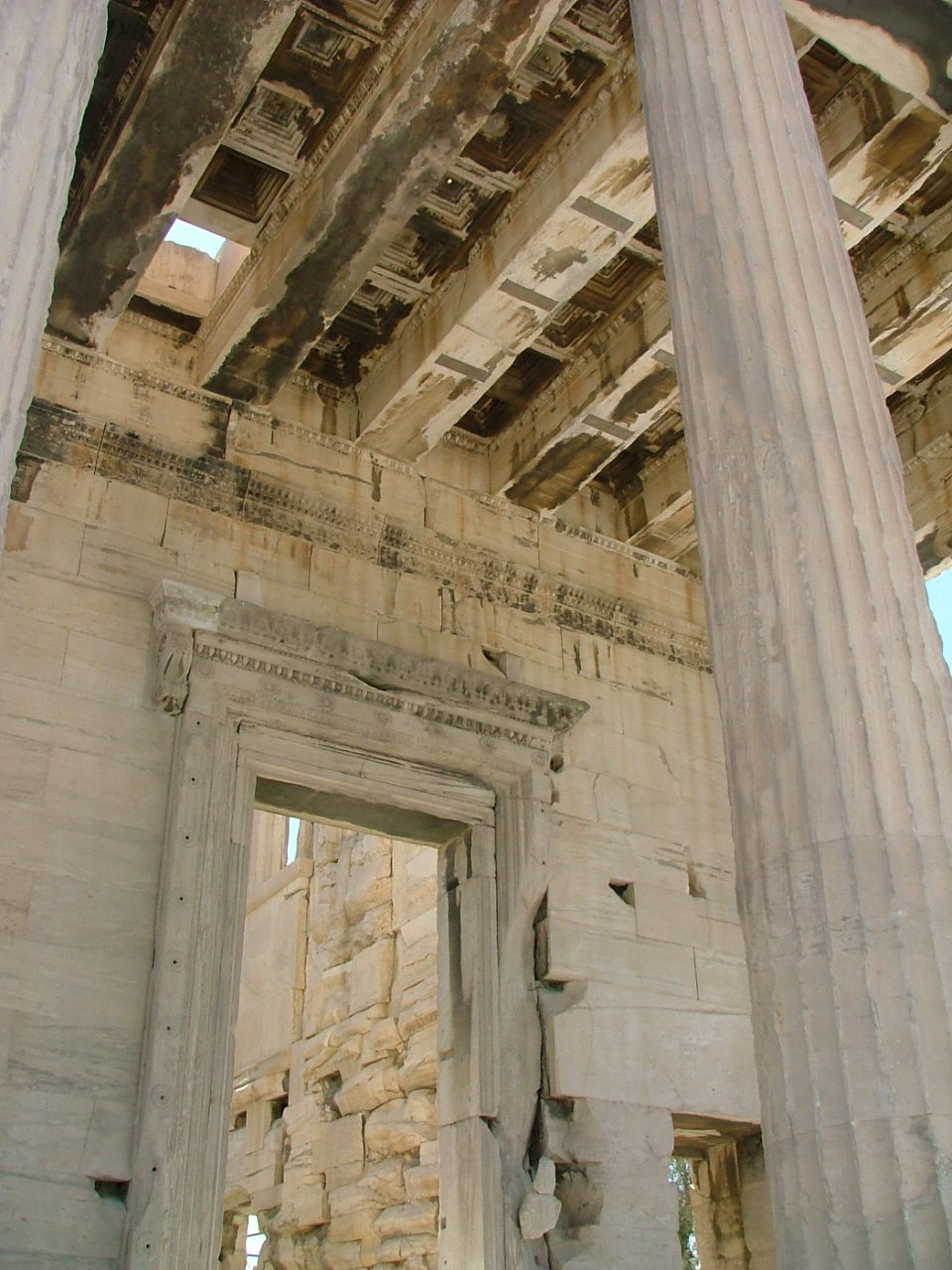
Maçonnerie, porte, linteaux en pierre, panneaux de plafond à caissons de l'Érechthéion.
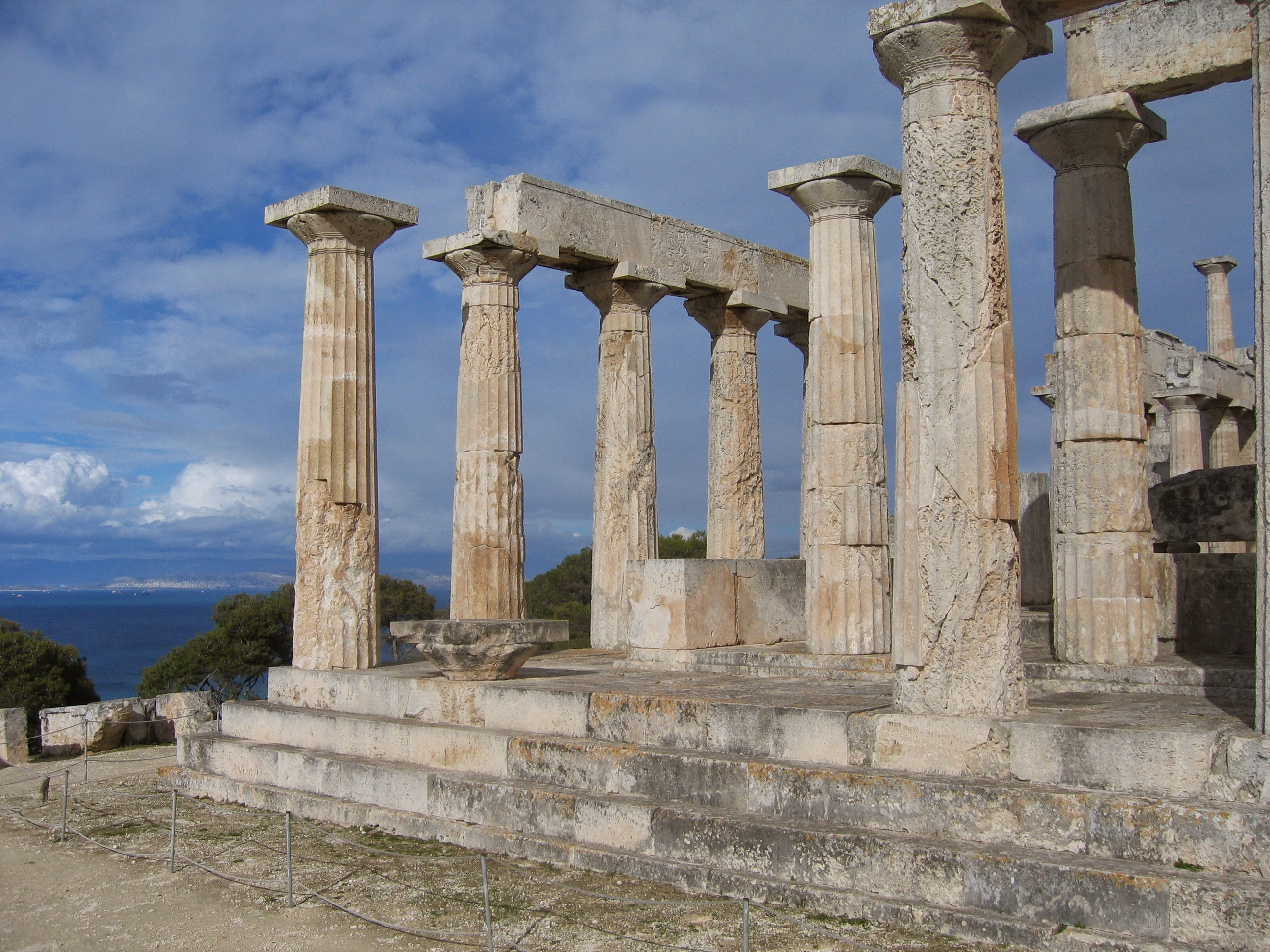
Au temple d'Aphaïa, les colonnes hypostyles s'élèvent sur deux niveaux, à une hauteur supérieure à celle des murs, pour soutenir un toit sans entretoises.

#### Toit
L'élévation maximale du toit d'un temple se situait au niveau de la cella, ou naos. Dans un grand temple, cet espace contient des colonnes pour soutenir le toit, la forme architecturale étant connue sous le nom d'hypostyle. Il semble que, bien que l'architecture de la Grèce antique ait été initialement construite en bois, les premiers constructeurs ne connaissaient pas le concept de ferme diagonale comme élément stabilisateur. Cela est démontré par la nature de la construction des temples au VIe siècle av. J.-C., où les rangées de colonnes soutenant le toit de la cella s'élèvent plus haut que les murs extérieurs, ce qui n'est pas nécessaire si les fermes de toit sont utilisées comme partie intégrante du toit en bois. Initialement, tous les chevrons étaient soutenus directement par l'entablement, les murs et l'hypostyle, plutôt que par une ossature en bois à fermes, qui n'est entrée en usage dans l'architecture grecque à partir du IIIe siècle av. J.-C.
Les édifices de la Grèce antique, construits en bois, en argile et en plâtre, étaient probablement couverts de chaume. Avec l'essor de l'architecture en pierre, les tuiles en céramique cuite firent leur apparition. Ces premières tuiles avaient la forme d'un S, la tuile de fond et la tuile de couverture formant une seule pièce. Elles étaient beaucoup plus grandes que les tuiles modernes, mesurant jusqu'à 90 cm de long, 70 cm de large, 3 à 4 cm d'épaisseur et pesant environ 30 kg chacune. Seuls les murs en pierre, qui remplaçaient les anciens murs en briques de terre et en bois, étaient suffisamment solides pour supporter le poids d'un toit en tuiles.
Les premières découvertes de tuiles de la période archaïque en Grèce proviennent d'une zone très restreinte autour de Corinthe, où les tuiles cuites ont commencé à remplacer les toits de chaume dans les temples d'Apollon et de Poséidon entre 700 et 650 av. J.-C. Se répandant rapidement, les tuiles de toit se retrouvaient dans les cinquante années à venir sur un grand nombre de sites du pourtour de la Méditerranée orientale, principalement en Grèce mais aussi dans l'Asie Mineure occidentale ainsi que le sud et le centre de l'Italie. Étant plus coûteuses et plus exigeantes en main-d'œuvre à produire que la chaume, leur introduction a été expliquée par le fait que leur qualité ignifuge aurait offert une protection bienvenue en cas d'incendie. On a également supposé que la nouvelle construction en pierre et en tuile a marqué le début de la fin des avant-toits en surplomb dans l'architecture grecque, car elles ont rendu obsolète la nécessité d'un toit étendu comme protection contre la pluie pour les murs en briques de terre.
Les voûtes et les arcs n'étaient pas généralement utilisés, mais ils ont commencé à apparaître dans les tombes (sous forme de « ruche » ou de porte-à-faux comme à Mycènes) et occasionnellement, comme élément extérieur, des exèdres de construction à voussoirs à partir du Ve siècle av. J.-C. Le dôme et la voûte ne sont jamais devenus des éléments structurels importants, comme ils allaient le devenir plus tard dans l'architecture romaine.

#### Plans des temples

Plan des temples grecs antiques, de gauche à droite et de haut en bas : 1. distyle in antis, 2. amphidistyle in antis, 3. tholos, 4. prostyle tétrastyle, 5. amphiprostyle tétrastyle, 6. octastyle diptère, 7. hexastyle périptère, 8. hexastyle pseudopériptère, 9. octastyle pseudodiptère.

La plupart des temples grecs antiques étaient rectangulaires et environ deux fois plus longs que larges, à quelques exceptions près, comme l'énorme temple de Zeus olympien à Athènes, dont la longueur était près de 2,5 fois supérieure à sa largeur. Un certain nombre de structures semblables à des temples sont circulaires et s'appellent les tholoi. Les plus petits temples mesurent moins de 25 mètres de longueur, ou dans le cas du tholos circulaire, de diamètre. La grande majorité des temples mesurent entre 30 et 60 mètres de longueur. Un nombre restreint de temples doriques, au rang desquels on trouve le Parthénon, mesurent entre 60 et 80 mètres de longueur. Les plus grands temples, principalement ioniques et corinthiens, ainsi que le temple dorique de Zeus olympien à Agrigente, mesuraient entre 90 et 120 mètres de longueur.
Le temple s'élève sur une base à gradins, ou stylobate, qui élève la structure au-dessus du sol sur lequel elle repose. Les plus anciens exemples, tels que le temple de Zeus à Olympie, ont deux marches, mais la majorité, comme le Parthénon, en ont trois, l'exemple exceptionnel du temple d'Apollon à Didymes en a six. Le cœur du bâtiment est un « naos » construit en maçonnerie à l'intérieur duquel se trouve une cella, une pièce sans fenêtre abritant à l'origine la statue du dieu. La cella a généralement un portique ou « pronaos » face à elle, et peut-être une deuxième chambre ou « antenaos » servant de trésor ou de dépôt pour les trophées et les cadeaux. Les chambres étaient éclairées par une seule grande porte, équipée d'une grille en fer forgé. Certaines pièces semblent avoir été éclairées par des lucarnes.
Sur le stylobate, qui entoure souvent complètement le naos, se dressent des rangées de colonnes. Chaque temple est défini comme étant d'un type particulier, avec deux termes : l'un décrivant le nombre de colonnes sur la façade d'entrée, l'autre définissant leur répartition.
Exemples :
- Le distyle in antis (1) est un petit temple avec deux colonnes à l'avant, qui sont placées entre les murs en saillie du pronaos ou portique, comme le temple de Némésis à Rhamnonte ;
- Le tétrastyle amphiprostyle (5) est un petit temple qui possède des colonnes aux deux extrémités qui se détachent du naos. Tétrastyle indique que les colonnes sont au nombre de quatre, comme le sanctuaire d'Éleusis à Athènes ;
- L'hexastyle périptère (7) est un temple avec une seule rangée de colonnes périphériques autour du naos et six colonnes sur le devant, comme l'Héphaïstéion d'Athènes ;
- L'octastyle périptère est un temple avec une seule rangée de colonnes autour du naos et huit colonnes sur le devant, comme le Parthénon d'Athènes ;
- Le décastyle diptère est, à l'image de l'immense temple d'Apollon à Didymes, composé d'un naos entouré d'une double rangée de colonnes et dix colonnes sur le devant de l'entrée ;
- Le temple de Zeus olympien à Agrigente est appelé heptastyle pseudo-péritéral, car sa colonnade encerclant comporte des pseudo-colonnes attachées aux parois du naos. Heptastyle signifie qu'il comporte sept colonnes sur toute la façade de l'entrée.

#### Proportions et illusions d'optique
L'idéal de proportion poursuivi par les architectes grecs antiques pour concevoir les temples n'était pas une simple progression mathématique utilisant un module carré. Les mathématiques impliquaient une progression géométrique plus complexe, appelée le nombre d'or. Le rapport est similaire à celui des modèles de croissance de nombreuses formes en spirale que l'on trouve dans la nature, telles que les cornes de bélier, les coquilles de nautile, les frondes de fougère et les vrilles de vigne, et qui étaient une source de motifs décoratifs utilisés par les architectes grecs antiques, comme en témoignent notamment les volutes des chapiteaux des ordres ionique et corinthien.
{\displaystyle \varphi ={\frac {1+{\sqrt {5}}}{2}}\approx 1{,}6180339887.}

Les architectes grecs de l'Antiquité avaient une approche philosophique des règles et des proportions. Le facteur déterminant dans les mathématiques de toute œuvre architecturale notable était son apparence finale. Les architectes calculaient la perspective, les illusions d'optique qui font que les bords des objets semblent concaves et le fait que les colonnes vues sous le ciel semblent différentes de celles adjacentes vues contre un mur ombragé. En raison de ces facteurs, les architectes ont ajusté les plans de sorte que les lignes principales de tout bâtiment important soient rarement droites. L'ajustement le plus évident concerne le profil des colonnes, qui se rétrécissent de la base au sommet. Cependant, le rétrécissement n'est pas régulier, mais légèrement courbé de sorte que chaque colonne semble avoir un léger renflement appelé entasis sous le milieu. L'entasis n'est jamais suffisamment prononcée pour rendre le renflement plus large que la base ; il est contrôlé par une légère réduction du taux de diminution du diamètre.

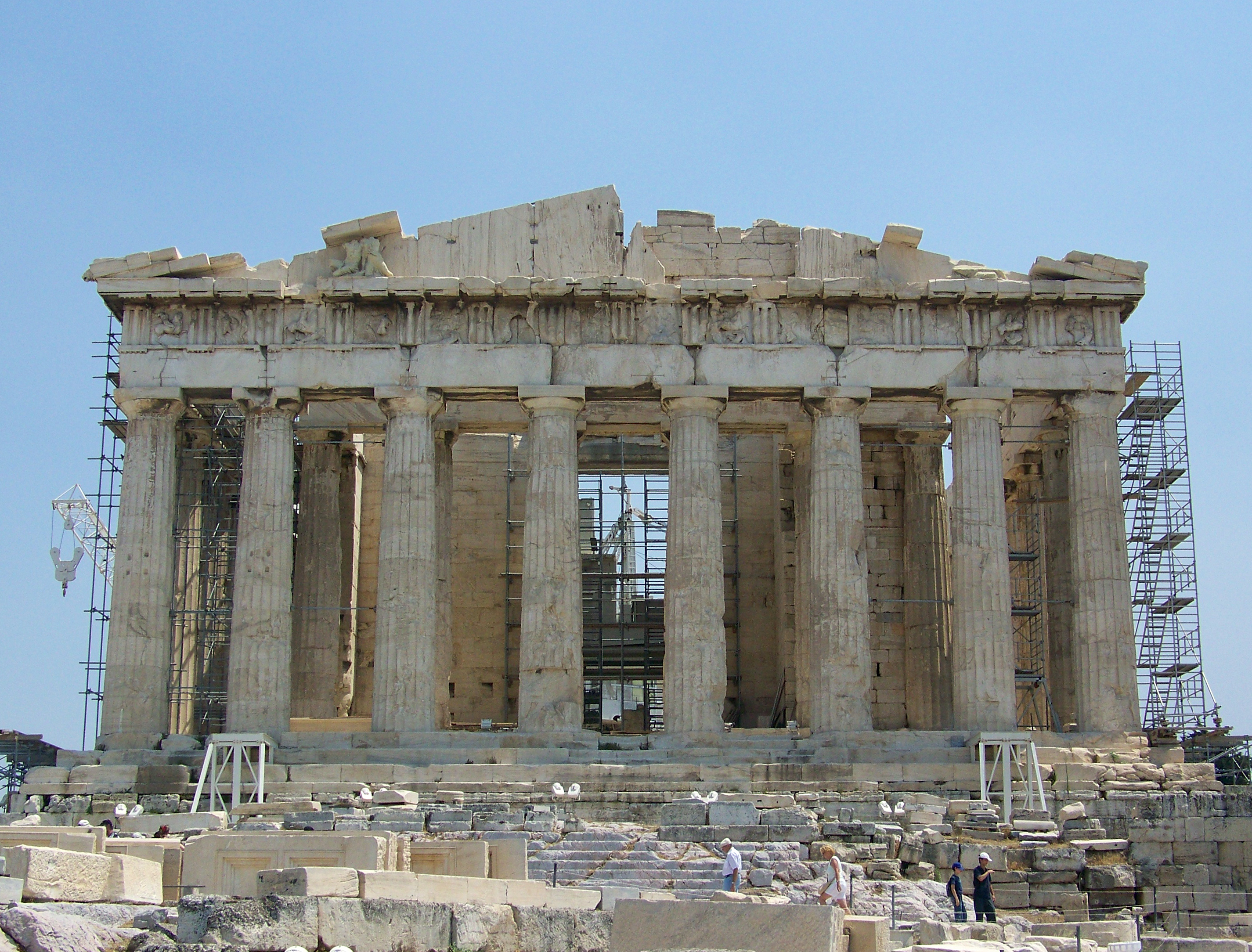
Les lignes majeures du Parthénon sont toujours courbes.
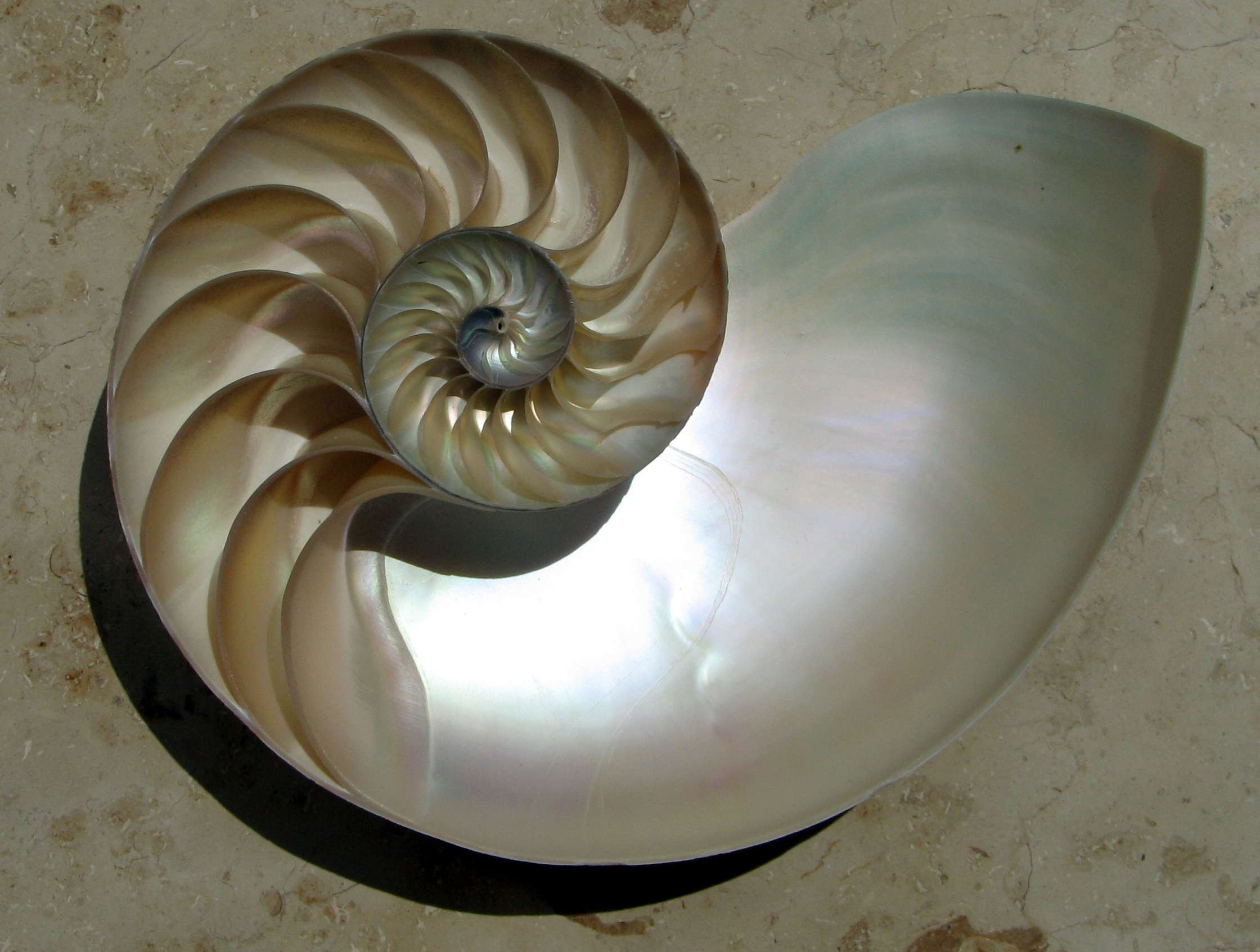
Coquille de nautile sectionnée, inspiration probable des volutes sur les chapiteaux ioniques.
La spirale du nautile correspond au nombre d'or.

Le Parthénon, le temple de la déesse Athéna sur l'Acropole d'Athènes, est considéré par beaucoup comme le summum de l'architecture grecque antique. Helen Gardner évoque son « excellence insurpassable », qui doit être étudiée et imitée par les architectes de tous les âges ultérieurs. Pourtant, comme le souligne Gardner, il n'y a pratiquement aucune ligne droite dans le bâtiment. Banister Fletcher a calculé que le stylobate se courbe vers le haut de sorte que ses centres à chaque extrémité s'élèvent d'environ 65 millimètres au-dessus des coins extérieurs et de 110 mm sur les côtés les plus longs. Un ajustement légèrement plus important a été apporté à l'entablement. Les colonnes aux extrémités du bâtiment ne sont pas verticales mais sont inclinées vers le centre, celles des coins étant hors d'aplomb d'environ 65 mm. Ces colonnes extérieures sont toutes deux légèrement plus larges que leurs voisines et sont légèrement plus proches que toutes les autres.

## Principaux styles

### Ordres architecturaux

Ordres architecturaux de la Grèce antique
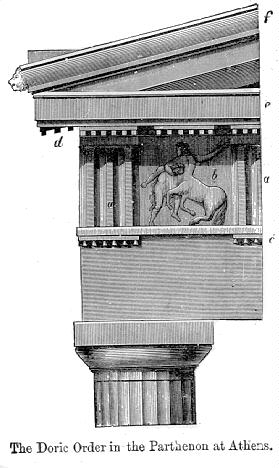
Éléments architecturaux de l'ordre dorique illustrant l'échinus incurvé simple d'un chapiteau.
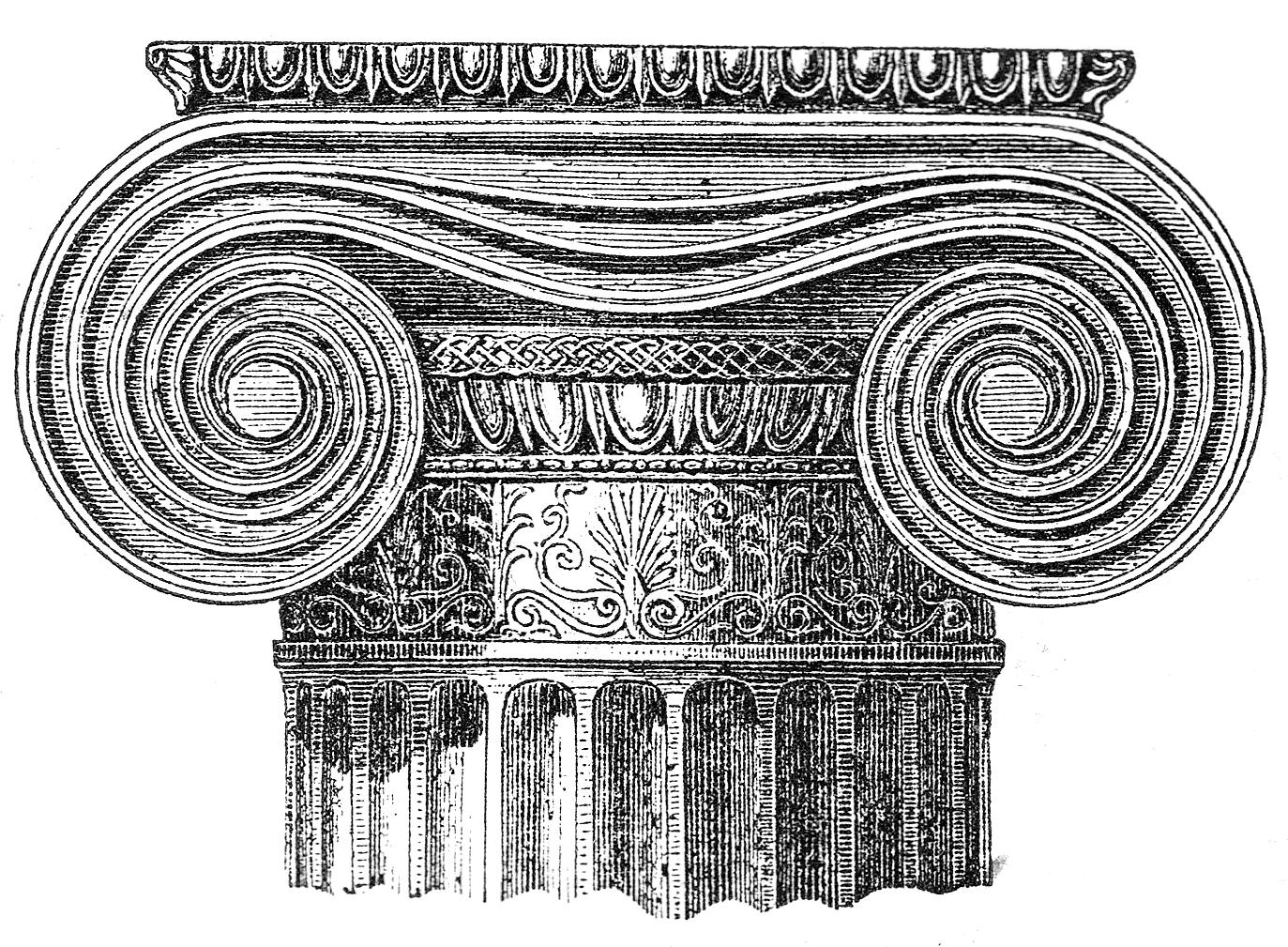
Chapiteau de l'ordre ionique avec des volutes et un échinus ornementé.
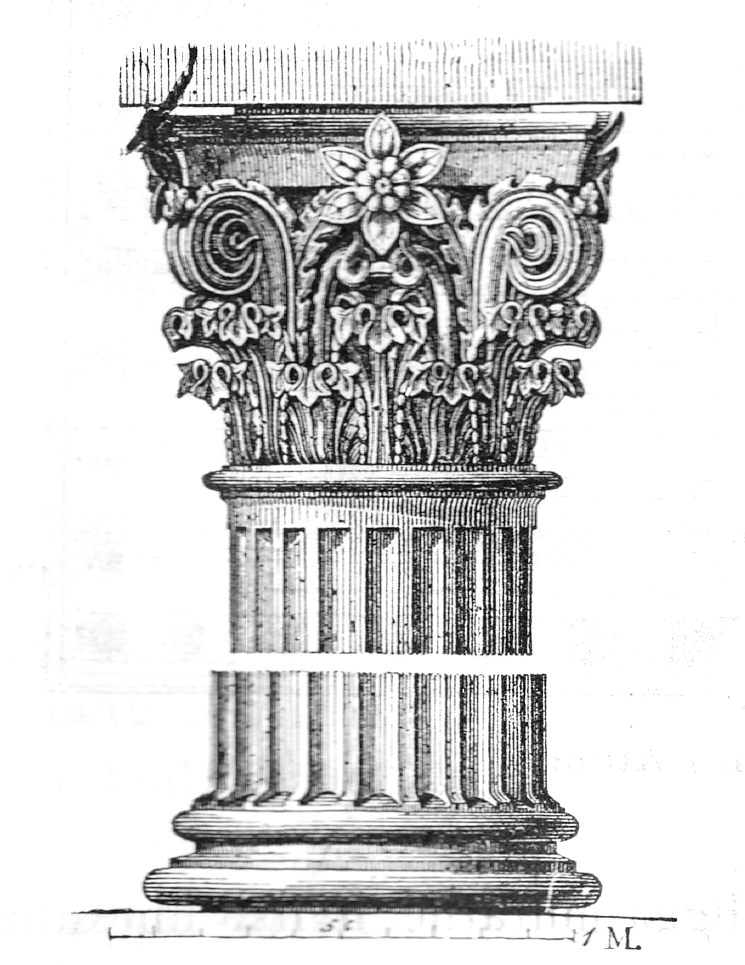
Chapiteau de l'ordre corinthien présentant un décor feuillagé et des volutes verticales.

L'architecture grecque antique du type le plus formel, celle qui est employée pour la construction des temples ou d'autres édifices publics, est divisée stylistiquement en trois ordres classiques, décrits pour la première fois par l'architecte romain Vitruve. Il s'agit de l'ordre dorique, l'ordre ionique et l'ordre corinthien, leurs noms reflétant leurs origines régionales au sein du monde grec. Si les trois ordres sont facilement reconnaissables à leurs chapiteaux, ils régissent également la forme, les proportions, les détails et les relations entre les colonnes, l'entablement, le fronton et le stylobate. Les différents ordres ont été appliqués à toute la gamme de bâtiments et monuments courants de l'architecture grecque antique.
L'ordre dorique s'est développé en Grèce continentale avant de s'étendre à la Grande-Grèce (Italie). Il était déjà fermement établi et bien défini dans ses caractéristiques à l'époque de la construction du temple d'Héra à Olympie, vers 600 av. J.-C. L'ordre ionique a coexisté avec l'ordre dorique mais était privilégié par les cités grecques d'Ionie, en Asie Mineure, et sur les îles de la mer Égée. Sa forme n'était pas clairement définie avant le milieu du Ve siècle av. J.-C. Les premiers temples ioniques d'Asie Mineure étaient particulièrement ambitieux en termes d'échelle, à commencer par le temple d'Artémis à Éphèse. L'ordre corinthien est une variante hautement décorative qui conserve de nombreuses caractéristiques ioniques et qui ne s'est pas développée avant l'époque hellénistique. Ce sont les Romains qui vont le populariser.

#### Ordre dorique
L'ordre dorique se reconnaît à son chapiteau, dont l'échinus est semblable à un coussin circulaire s'élevant du sommet de la colonne jusqu'à l'abaque carré sur lequel reposent les linteaux. L'échinus se révèle plat et évasé dans les plus anciens modèles, progressivement plus profond et courbé dans les exemples ultérieurs mieux raffinés, puis plus petits avec des angles droits à l'époque hellénistique. L'entasis, léger renflement convexe du profil, diminue l'illusion de concavité que peut donner la colonne. Elle est plus prononcée dans les plus anciens temples.
Les colonnes doriques sont presque toujours découpées de rainures, appelées « cannelures », qui courent sur toute la longueur de la colonne et sont généralement au nombre de 20, parfois moins. Les cannelures se rejoignent au niveau des arêtes. Au sommet des colonnes, légèrement en dessous du point le plus étroit et traversant les arêtes finales, se trouvent trois rainures horizontales appelées hypotrachelion. Les colonnes doriques n'avaient pas de base avant l'époque hellénistique.

Les colonnes d'un temple dorique ancien, comme le temple d'Apollon à Syracuse, en Sicile, peuvent avoir un rapport hauteur/diamètre de base de seulement 4:1 et un rapport hauteur/entablement de 2:1, avec des détails relativement grossiers. Un rapport hauteur/diamètre de colonne de 6:1 est devenu plus courant, tandis que le rapport hauteur/entablement du Parthénon est d'environ 3:1. Au cours de la période hellénistique, les conventions typiquement doriques de solidité ont disparu, les colonnes fines et non cannelées finissent alors par atteindre un rapport hauteur/diamètre de 7,5:1.

L'ordre dorique
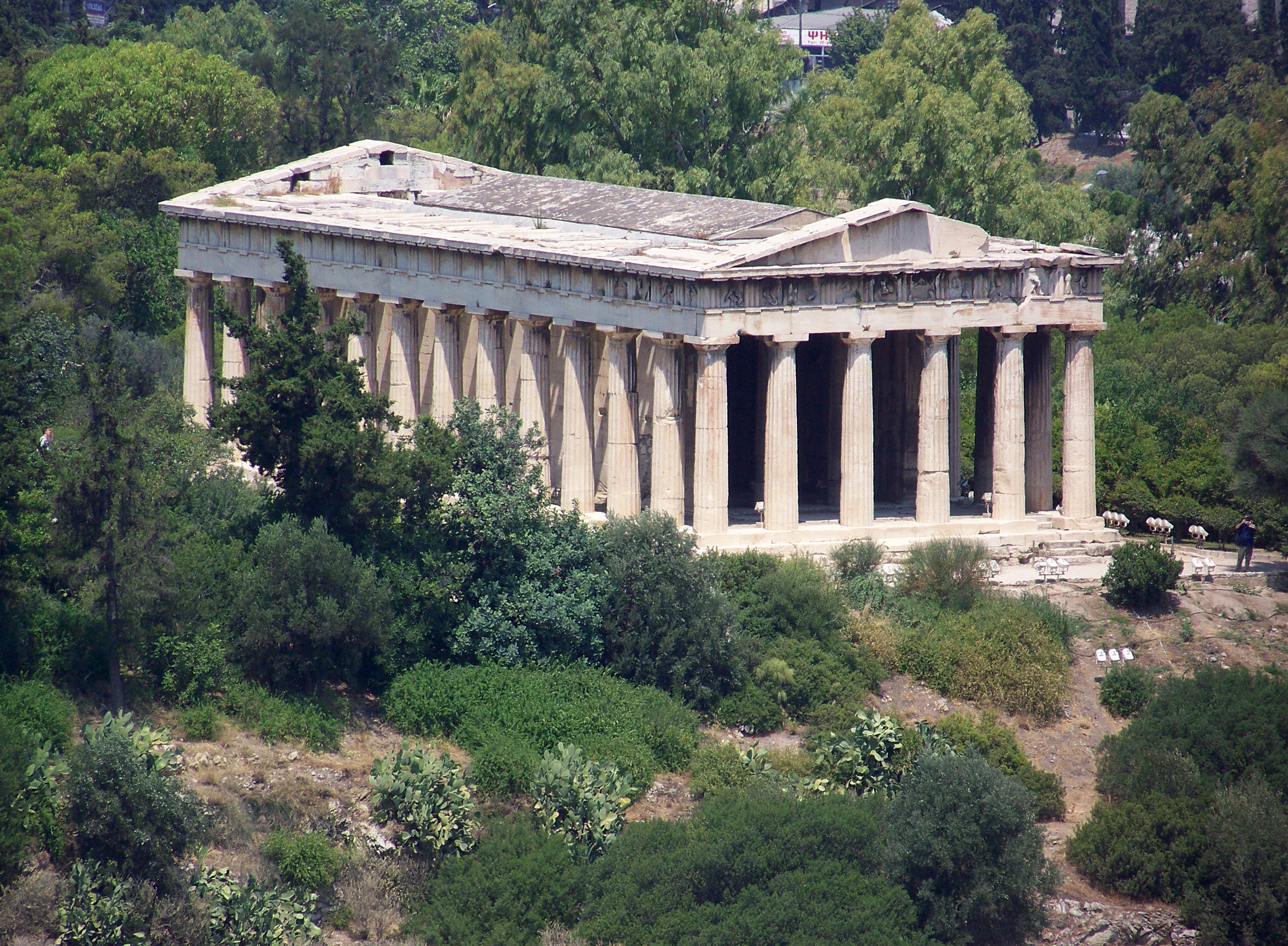
Le temple d'Héphaïstos, à Athènes, est un temple bien conservé de plan hexastyle périptère.
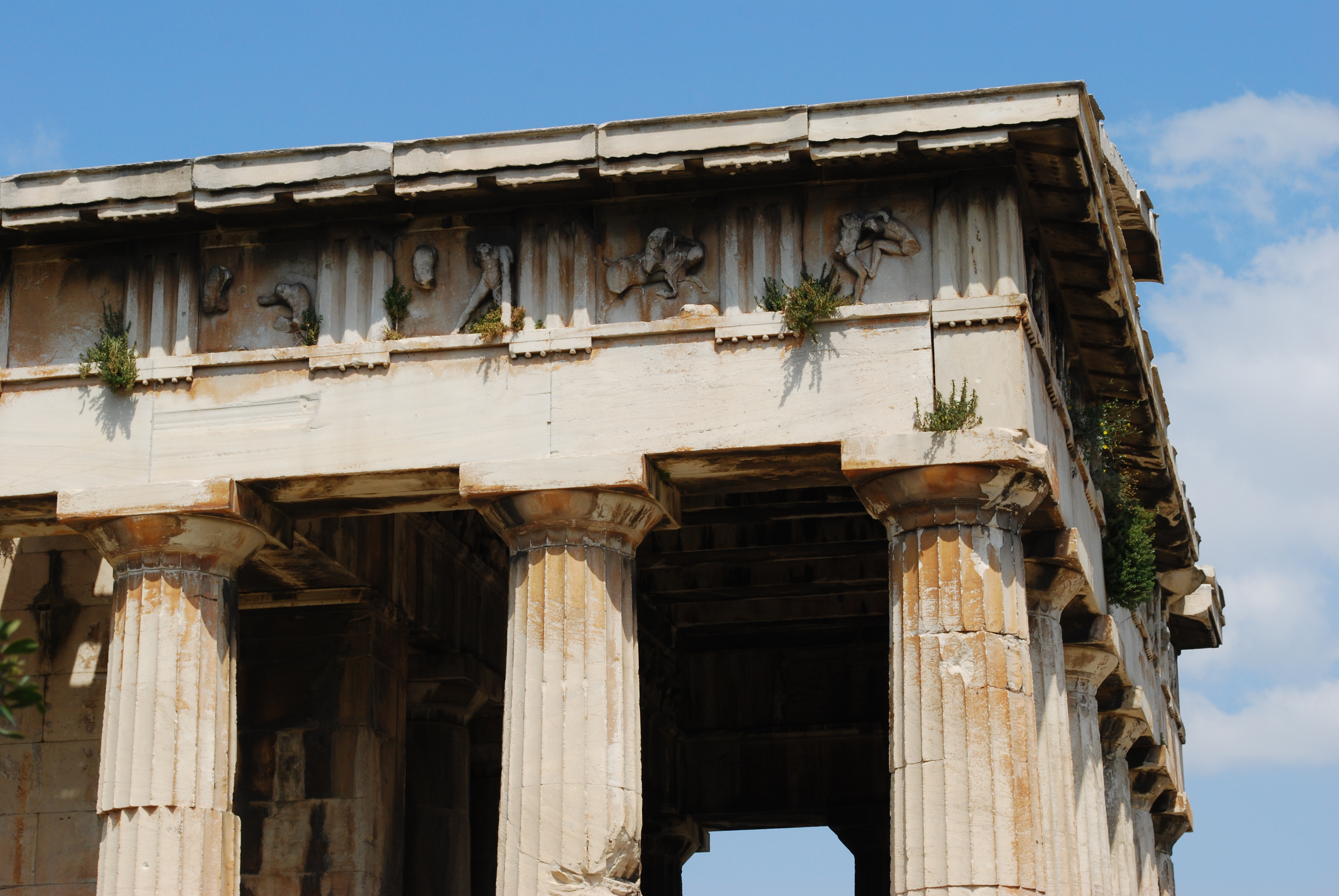
L'entablement, l'architrave ainsi que la frise avec ses triglyphes et métopes sous la corniche.
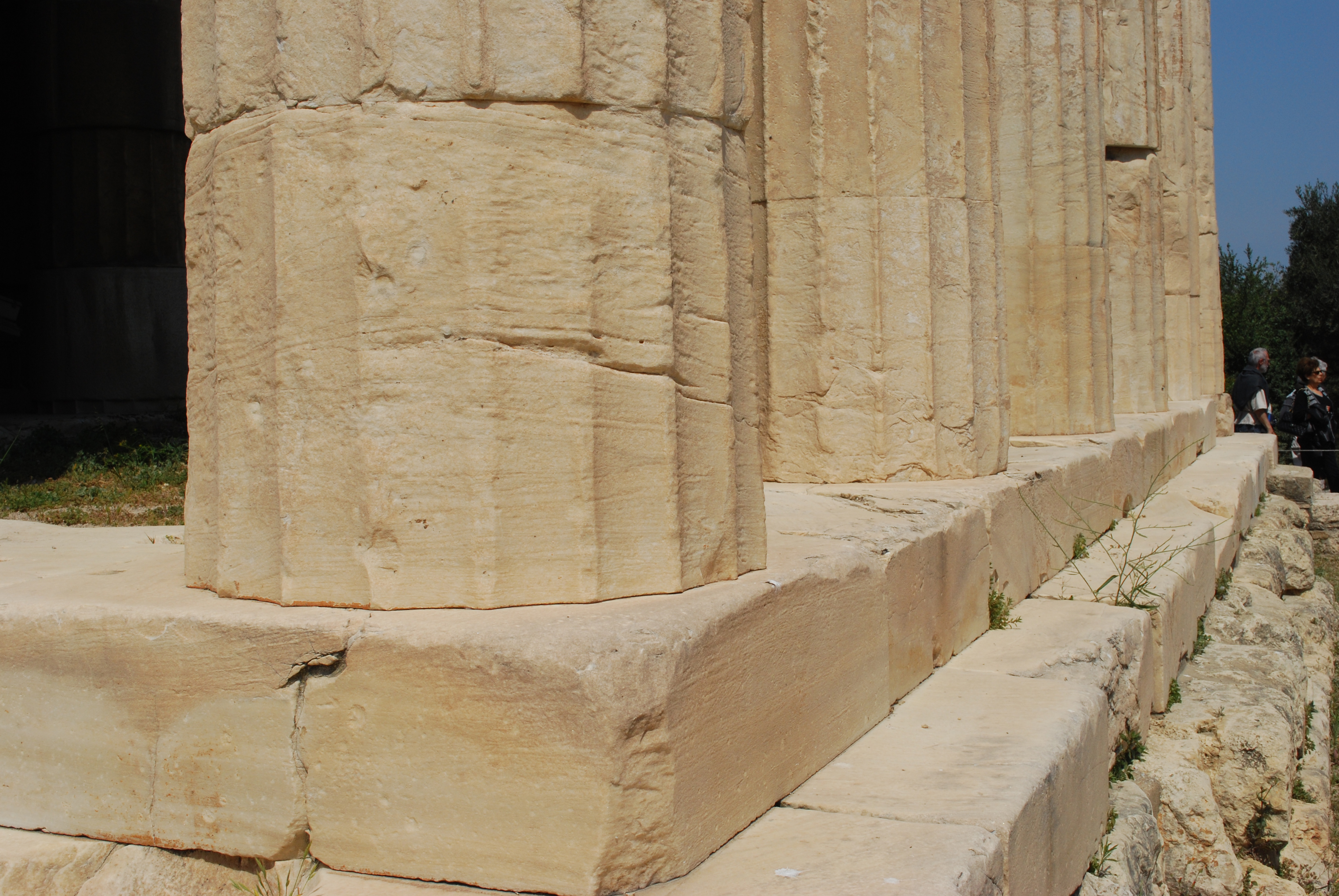
Les colonnes cannelées effilées, construites en tambour, reposent directement sur le stylobate.

L'entablement dorique est divisé en trois parties, l'architrave, la frise et la corniche. L'architrave est composée de linteaux de pierre qui enjambent l'espace entre les colonnes, avec un joint se produisant au-dessus du centre de chaque abaque. Sur celui-ci repose la frise, l'un des principaux espaces de décoration sculpturale. La frise est divisée en triglyphes et métopes, les triglyphes, comme indiqué plus haut dans cet article, rappellent l'histoire du bois du style architectural grec. Chaque triglyphe a trois rainures verticales, similaires aux cannelures en forme de colonne, et en dessous d'elles, apparemment connectées, se trouvent des gouttes, de petites bandes qui semblent relier les triglyphes à l'architrave en dessous. Un triglyphe est situé au-dessus du centre de chaque chapiteau et au-dessus du centre de chaque linteau. Cependant, aux angles du bâtiment, les triglyphes ne tombent pas sur le centre de la colonne. Les architectes antiques ont adopté une approche pragmatique des « règles » apparentes, en étendant simplement la largeur des deux dernières métopes à chaque extrémité du bâtiment.
La corniche est une étroite bande saillante de moulures complexes, qui surplombe et protège la frise ornementée, comme le bord d'un toit en bois en surplomb. Elle est décorée sur la face inférieure de blocs en saillie, les mutules, suggérant davantage la nature en bois du prototype. À chaque extrémité du bâtiment, le fronton s'élève de la corniche, encadré par des moulures de forme similaire.
Le fronton est décoré de figures qui sont en relief dans les exemples les plus anciens, bien que presque autonomes à l'époque de la sculpture du Parthénon. Les premiers sculpteurs architecturaux ont eu du mal à créer des compositions sculpturales satisfaisantes dans l'espace triangulaire effilé. Au début de l'époque classique, avec la décoration du temple de Zeus à Olympie (486-460 av. J.-C.), les sculpteurs ont résolu le problème en faisant encadrer une figure centrale debout par des centaures dressés et des hommes en train de se battre qui tombent, s'agenouillent et se couchent dans des attitudes adaptées à la taille et à l'angle de chaque partie de l'espace. Le célèbre sculpteur Phidias remplit l'espace du Parthénon (448-432 av. J.-C.) d'un ensemble complexe de figures drapées et non drapées de divinités, qui apparaissent dans des attitudes de détente et d'élégance sublimes.

#### Ordre ionique
L'ordre ionique est reconnaissable à son chapiteau voluté dans lequel un échinus incurvé de forme similaire à celui de l'ordre dorique, mais décoré d'un ornement stylisé, est surmonté d'une bande horizontale qui s'enroule de chaque côté, formant des spirales ou des volutes similaires à celles du nautile ou de la corne de bélier. En plan, le chapiteau est rectangulaire. Il est conçu pour être vu de face, mais les chapiteaux aux angles des bâtiments sont modifiés par un volute supplémentaire de manière à apparaître réguliers sur deux faces adjacentes. À l'époque hellénistique, les chapiteaux ioniques à quatre faces sont devenus plus courants.

L'ordre ionique
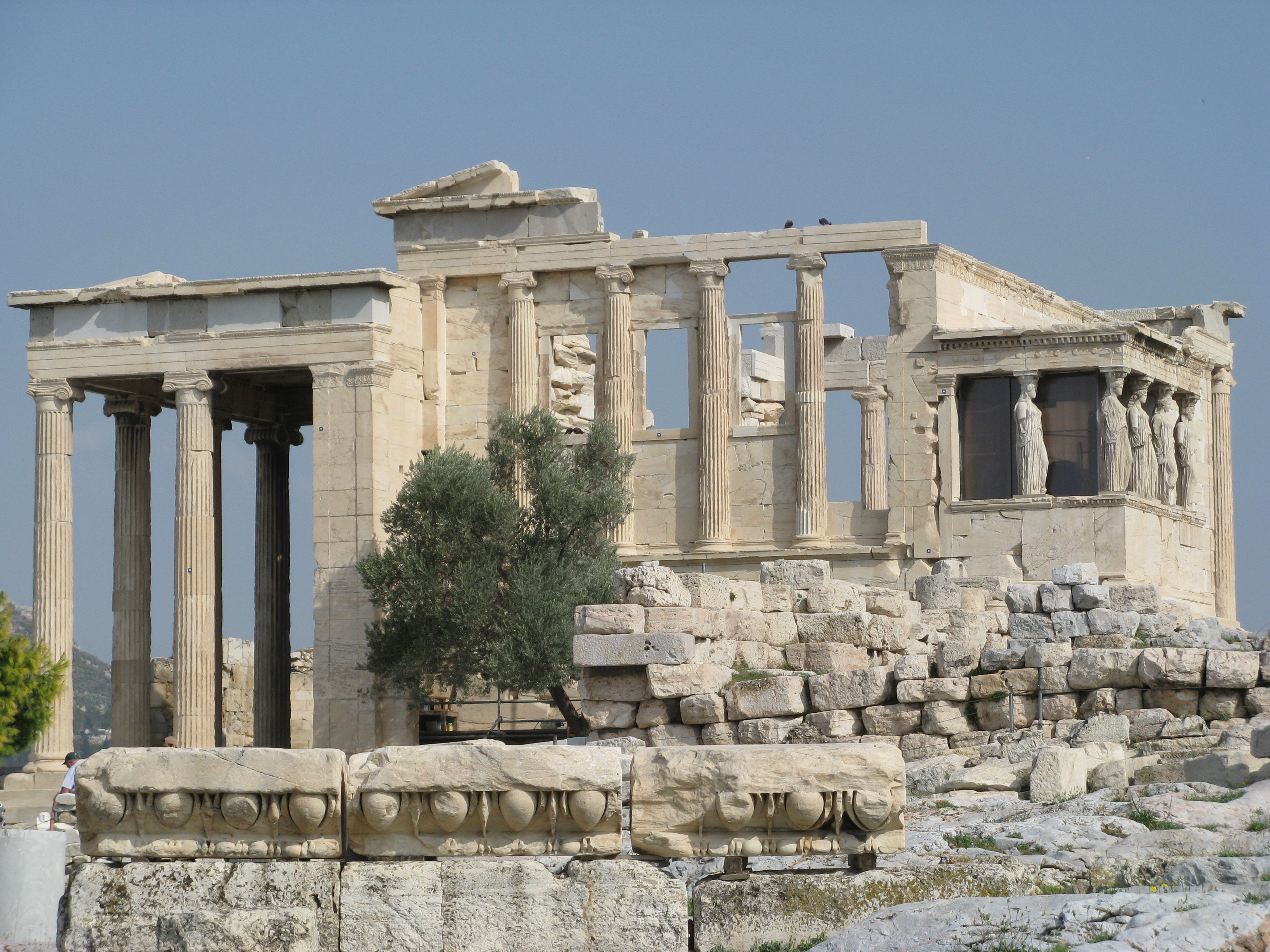
L'Érechthéion, sur l'Acropole d'Athènes : un temple de plan asymétrique voué à l'exposition des offrandes à Athéna.
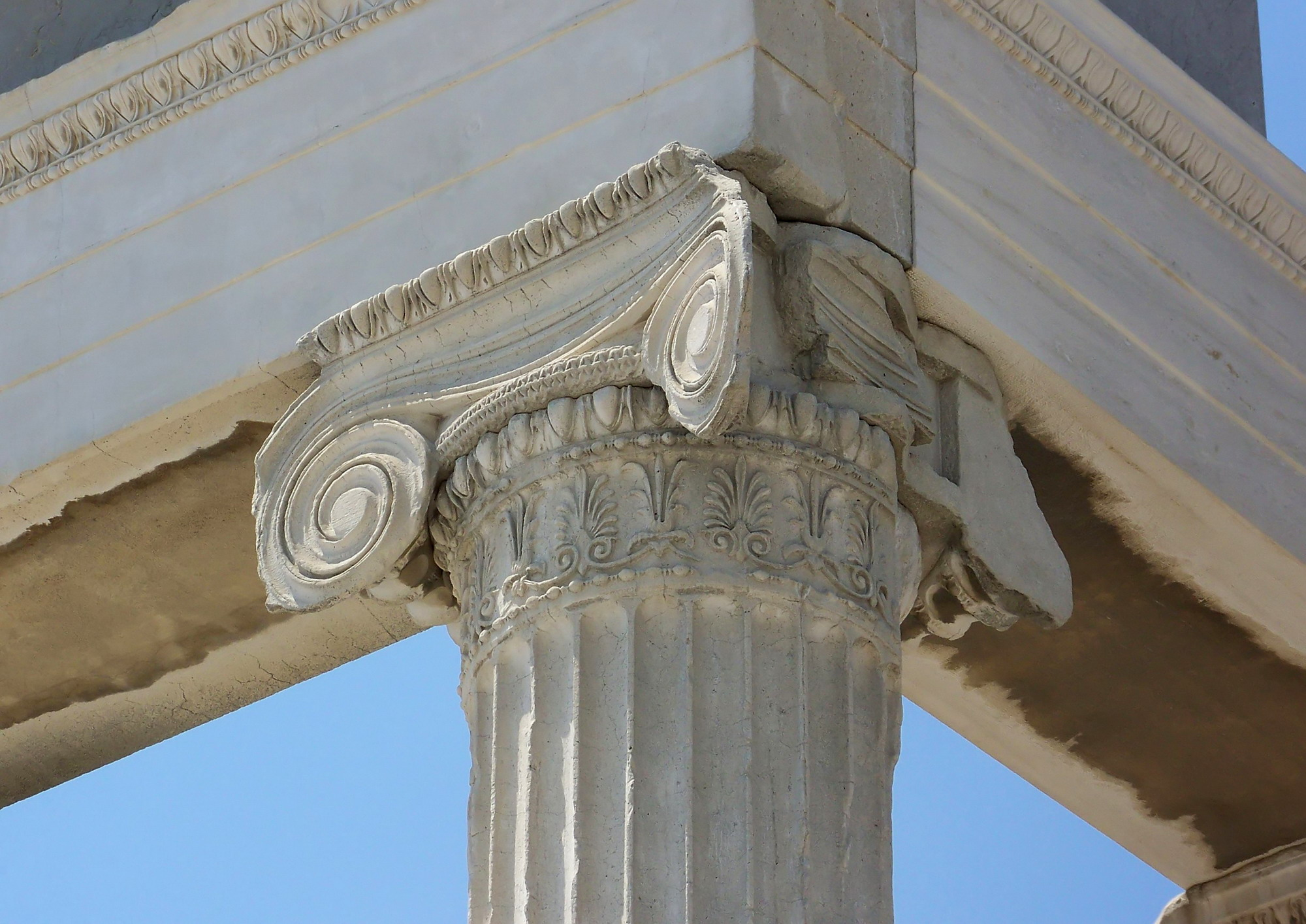
Chapiteau d'angle à volute diagonale, présentant également les détails des cannelures séparées par des filets.
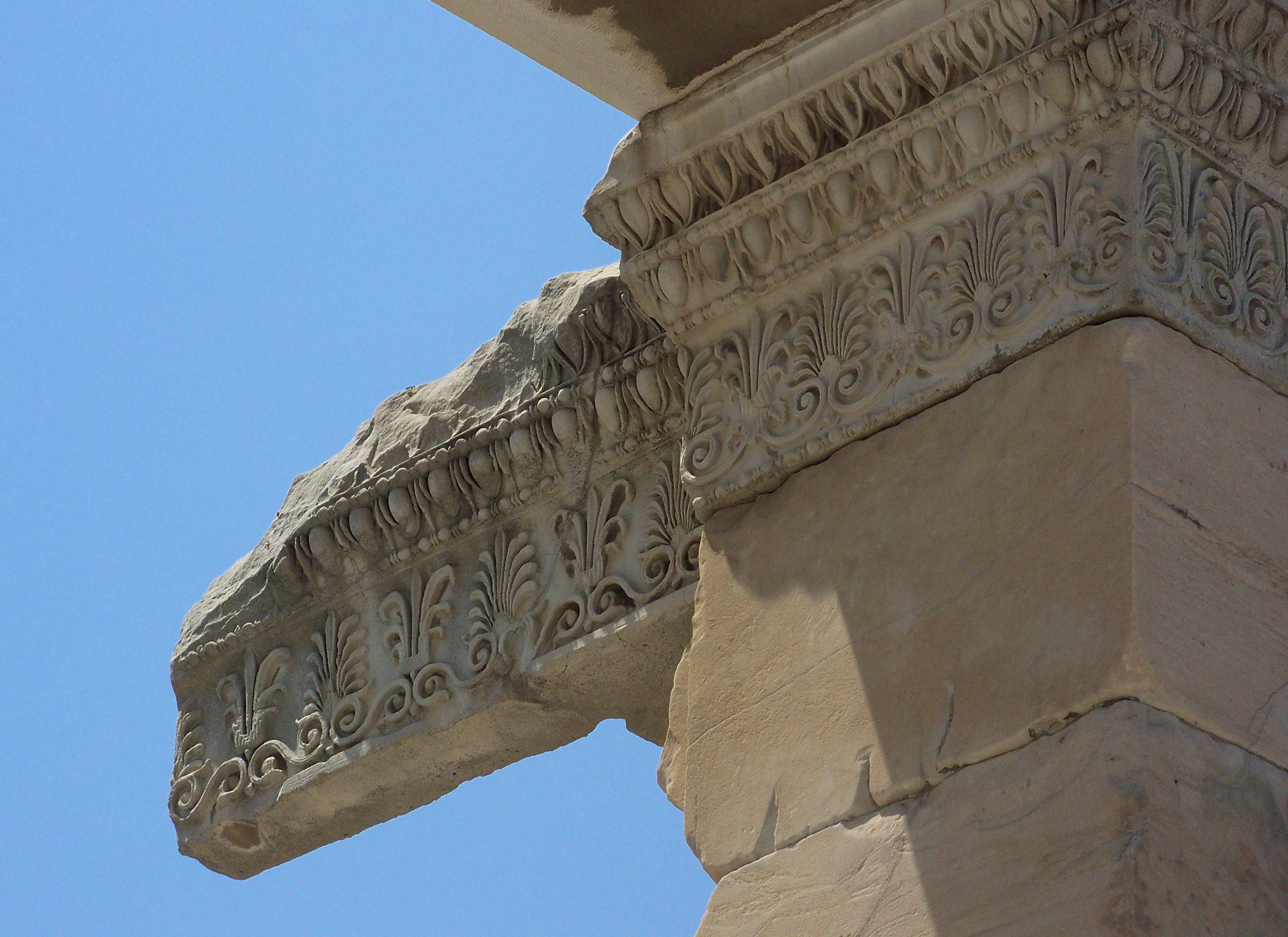
Frise de palmes et de roseaux stylisés alternés, et corniche décorée de moulures « en oves et dards ».

Comme l'ordre dorique, l'ordre ionique conserve des traces de ses origines dans l'architecture en bois. L'étalement horizontal d'une plaque de bois plate sur le dessus d'une colonne est un procédé courant, donnant à un montant mince une surface plus large sur laquelle supporter le linteau, tout en renforçant en même temps la résistance portante du linteau lui-même. De même, les colonnes ont toujours des bases, une nécessité dans l'architecture en bois pour répartir la charge et protéger la base d'un montant relativement mince. Les colonnes sont cannelées avec des cannelures étroites et peu profondes qui ne se rencontrent pas sur un bord tranchant mais ont une bande plate ou un filet entre elles. Le nombre habituel de cannelures est de vingt-quatre, mais il peut y en avoir jusqu'à quarante-quatre. La base a deux moulures convexes appelées tores, et depuis la fin de la période classique, elle repose sur un socle carré similaire à l'abaque.
L'architrave de l'ordre ionique est parfois dépourvue de décoration, mais elle s'élève le plus souvent en trois bandes étagées vers l'extérieur, comme des planches de bois qui se chevauchent. La frise, qui se déroule en une bande continue, est séparée des autres éléments par des rangées de petits blocs en saillie. On les appelle denticules, mais ils tirent clairement leur origine des lattes étroites qui soutenaient le toit d'une structure en bois. L'ordre ionique est globalement plus léger en apparence que l'ordre dorique, les colonnes, y compris la base et le chapiteau, ayant un rapport de 9:1 avec le diamètre, tandis que l'entablement dans son ensemble était également beaucoup plus étroit et moins lourd que l'entablement dorique. Il y avait quelques variations dans la distribution de la décoration. Des bandes formalisées de motifs telles que des formes alternées connues sous le nom d'oves étaient l'une des caractéristiques principales des entablements ioniques, avec les bandes de denticules. La frise extérieure contenait souvent une bande continue de sculptures ou d'ornements figuratifs, mais ce n'était pas toujours le cas. Parfois, une frise décorative se trouvait autour de la partie supérieure du naos plutôt qu'à l'extérieur du bâtiment. Ces frises de style ionique autour du naos se retrouvent parfois sur des bâtiments doriques, notamment le Parthénon. Certains temples, comme le temple d'Artémis à Éphèse, avaient des frises de personnages autour du tambour inférieur de chaque colonne, séparées de la section cannelée par une moulure audacieuse.
Les cariatides, figures féminines drapées utilisées comme éléments de soutien pour porter l'entablement, étaient une caractéristique de l'ordre ionique, présentes dans plusieurs bâtiments, notamment le Trésor de Siphnos à Delphes en 525 av. J.-C. et à l'Érechthéion, vers 410 av. J.-C.

#### Ordre corinthien
L'ordre corinthien n'est pas originaire de l'architecture en bois. Il est issu directement de l'ordre ionique au milieu du Ve siècle av. J.-C., et était initialement de style et de proportions similaires, mais se distinguait par ses chapiteaux plus ornés. Le chapiteau était beaucoup plus profond que le chapiteau dorique ou ionique, ayant la forme d'un grand cratère, un bol en forme de cloche, et étant orné d'une double rangée de feuilles d'acanthe au-dessus desquelles s'élevaient des vrilles volutes, soutenant les coins de l'abaque, qui, n'étant plus parfaitement carré, s'évasait au-dessus d'elles. Selon Vitruve, le chapiteau a été inventé par un fondeur de bronze originaire de Corinthe, Callimaque, qui s'est inspiré d'un panier d'offrandes qui avait été placé sur une tombe, avec une tuile plate sur le dessus pour protéger les biens. Le panier avait été placé sur la racine d'une plante d'acanthe qui avait poussé autour de lui. Le rapport entre la hauteur et le diamètre de la colonne est généralement de 10:1, le chapiteau occupant plus de 1/10 de la hauteur. Le rapport entre la hauteur du chapiteau et le diamètre est généralement d'environ 1,16:1.

L'ordre corinthien
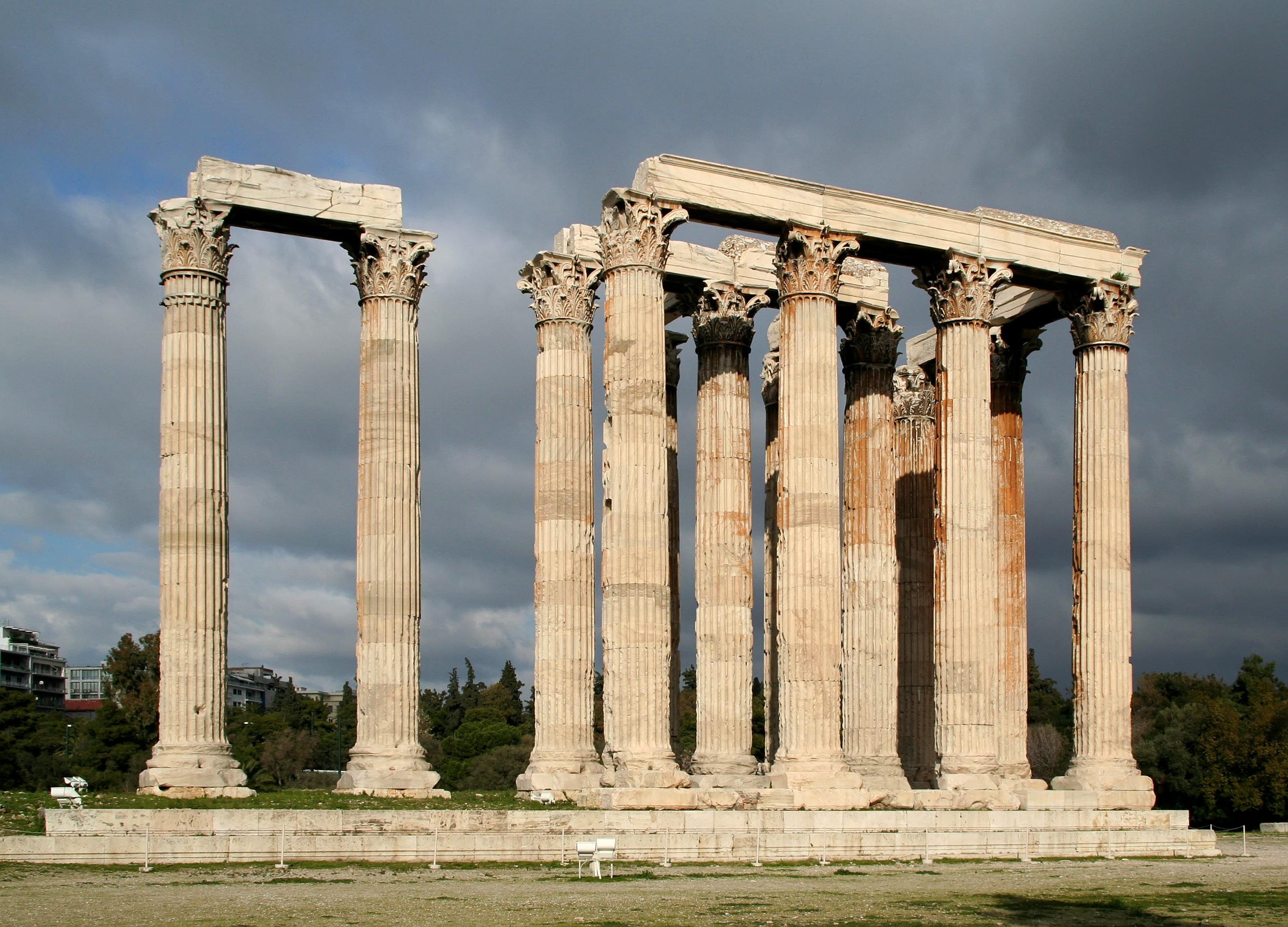
Le temple de Zeus olympien (ou « Olympiéion »), à Athènes.
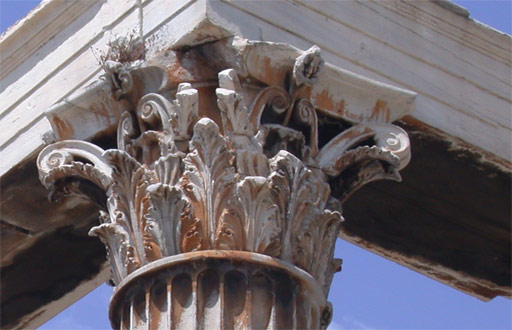
Le haut chapiteau combine à la fois des feuilles semi-naturalistes et des vrilles très stylisées formant des volutes.

L'ordre corinthien fut d'abord conçu pour aménager l'espace intérieur, comme au temple d'Apollon Épikourios à Bassae (vers 450-425 av. J.-C.). En 334 av. J.-C., il apparut comme élément extérieur sur le monument choragique de Lysicrate à Athènes, puis à grande échelle au temple de Zeus olympien, toujours à Athènes (174 av. J.-C.-132 apr. J.-C.). Il fut popularisé par les Romains, qui y ajoutèrent un certain nombre de raffinements et de détails décoratifs. Au cours de la période hellénistique, les colonnes corinthiennes étaient parfois construites sans cannelures.

### Décoration

#### Ornements architecturaux

Ornements architecturaux en terre cuite et peinte
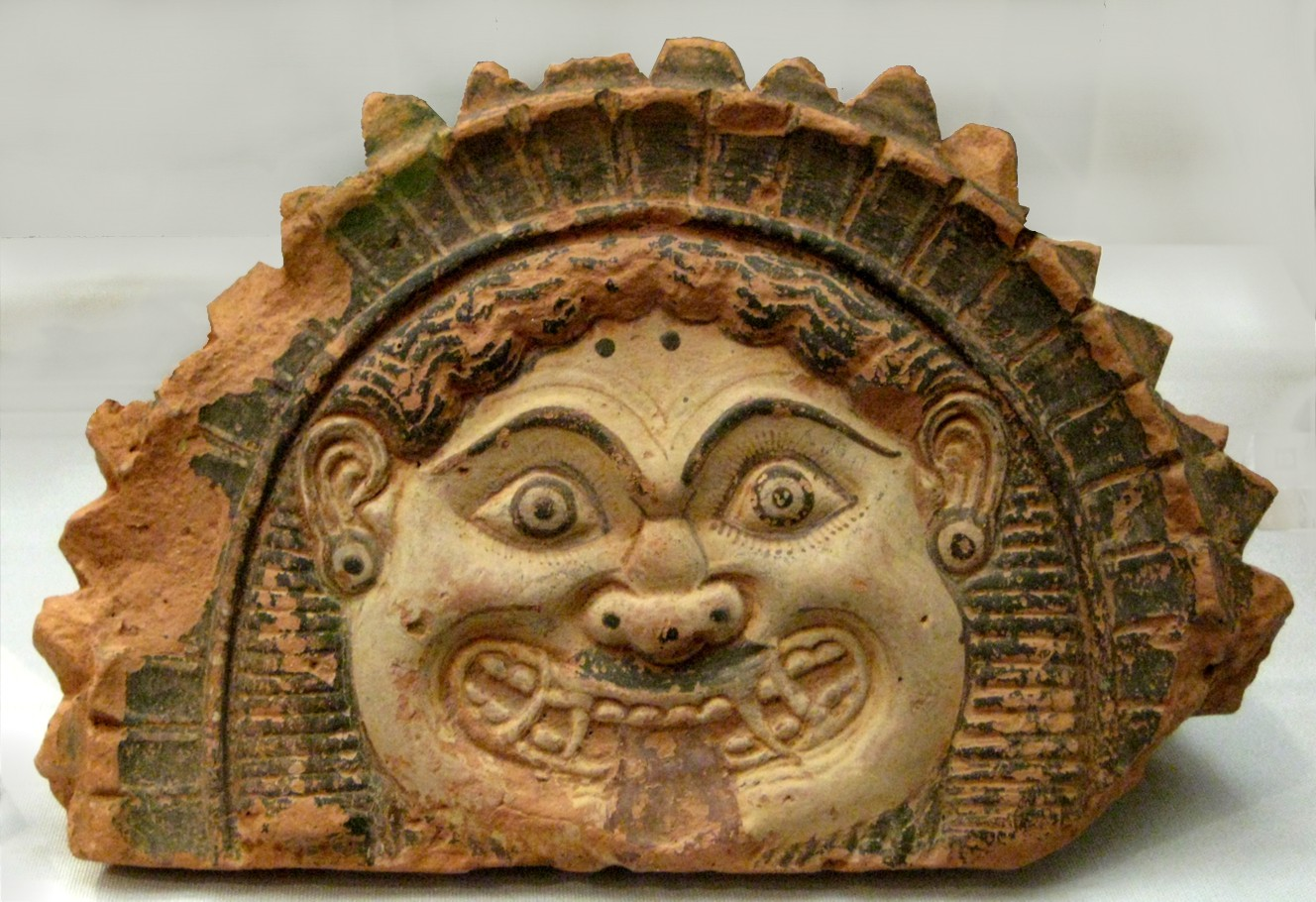
Cet antéfixe de tête de gorgone archaïque a été coulé dans un moule, cuit et peint.
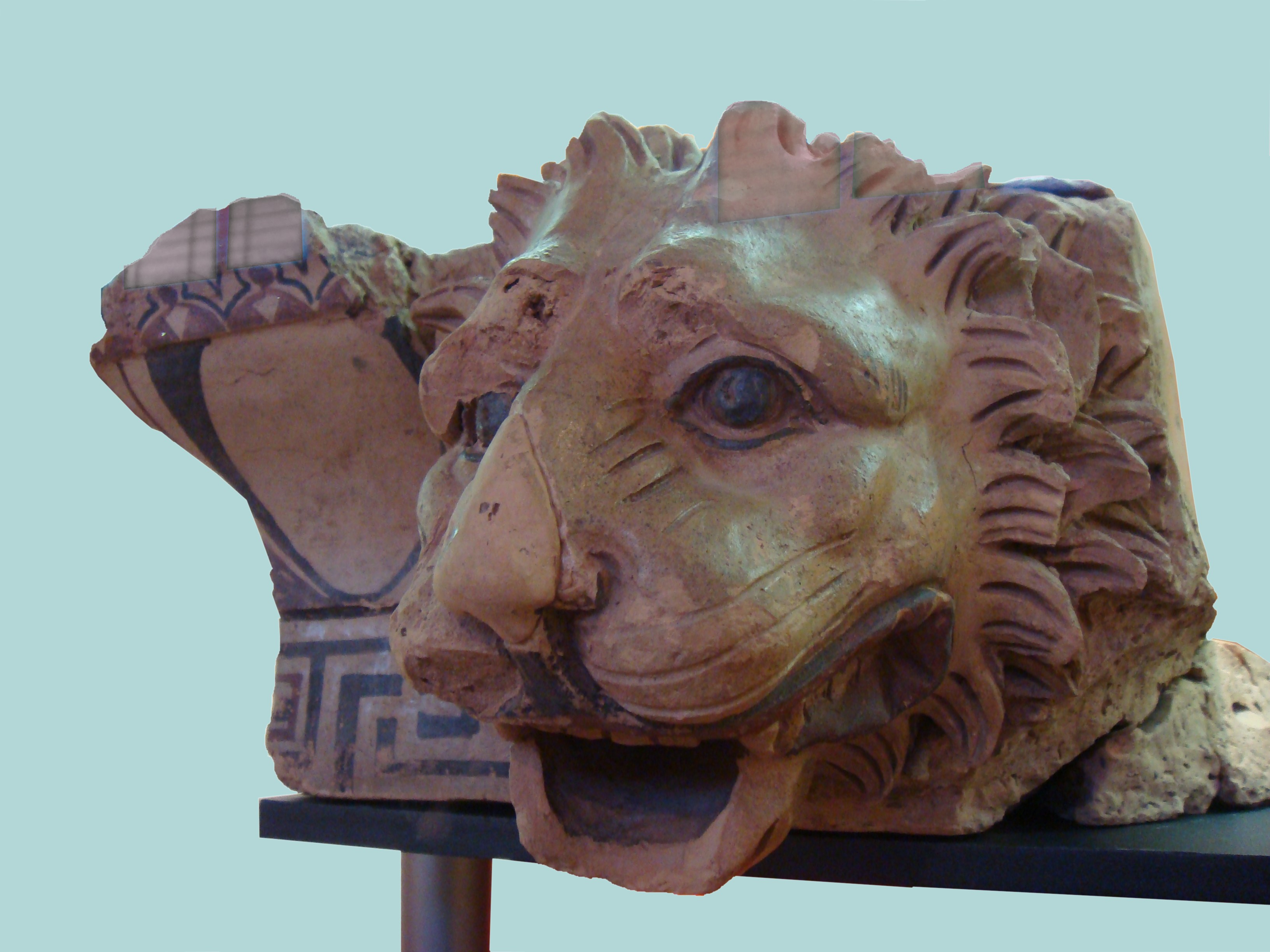
La gargouille à tête de lion est fixée sur un revêtement sur lequel ont été peints des éléments d'une frise formelle.

Les premières structures en bois, en particulier les temples, étaient ornées et en partie protégées par des revêtements en terre cuite cuite et peinte sous forme de panneaux rectangulaires et de disques décoratifs. De nombreux fragments de ces derniers ont survécu aux bâtiments qu'ils décoraient et présentent une richesse de motifs de bordure formels de volutes géométriques, de motifs superposés et de motifs foliaires. Avec l'introduction des temples construits en pierre, les revêtements n'avaient plus de fonction protectrice et la décoration sculptée est devenue plus courante.
Les ornements en argile se limitaient au toit des bâtiments, décorant la corniche, les angles et surmontant le fronton. Aux angles des frontons, ils étaient appelés acrotères et le long des côtés du bâtiment, antéfixes. Les premiers éléments décoratifs étaient généralement semi-circulaires, mais plus tard de forme grossièrement triangulaire avec un ornement moulé, souvent palmé. Les corniches ioniques étaient souvent ornées d'une rangée de masques de lion, avec des bouches ouvertes qui éjectaient l'eau de pluie. À partir de la période classique tardive, les acrotères étaient parfois des figures sculptées (sculpture ornementale).
Dans les trois ordres de l'architecture grecque antique, la décoration sculpturale, qu'il s'agisse d'un simple astragale en demi-cercle, d'une frise de feuillage stylisé ou de la sculpture ornée du fronton, est essentielle à l'architecture dont elle fait partie. Dans l'ordre dorique, il n'y a aucune variation dans son emplacement. Les reliefs ne décorent jamais les murs de manière arbitraire. La sculpture est toujours située dans plusieurs zones prédéterminées, les métopes et le fronton. Dans l'architecture ionique ultérieure, il existe une plus grande diversité dans les types et le nombre de moulures et de décorations, en particulier autour des portes, où des tasseaux volutes se produisent parfois pour soutenir une corniche ornementale au-dessus d'une porte, comme celle de l'Érechthéion. Une moulure étroite très utilisée, « perle et bobine », est symétrique et issue de prototypes en bois tourné. Les moulures plus larges comprennent celles avec des formes de feuilles en forme de langue ou pointues, qui sont rainurées et parfois tournées vers le haut à la pointe, et les moulures « en forme d'œuf et de dard » qui alternent des formes ovoïdes avec des formes pointues étroites.

#### Sculpture ornementale

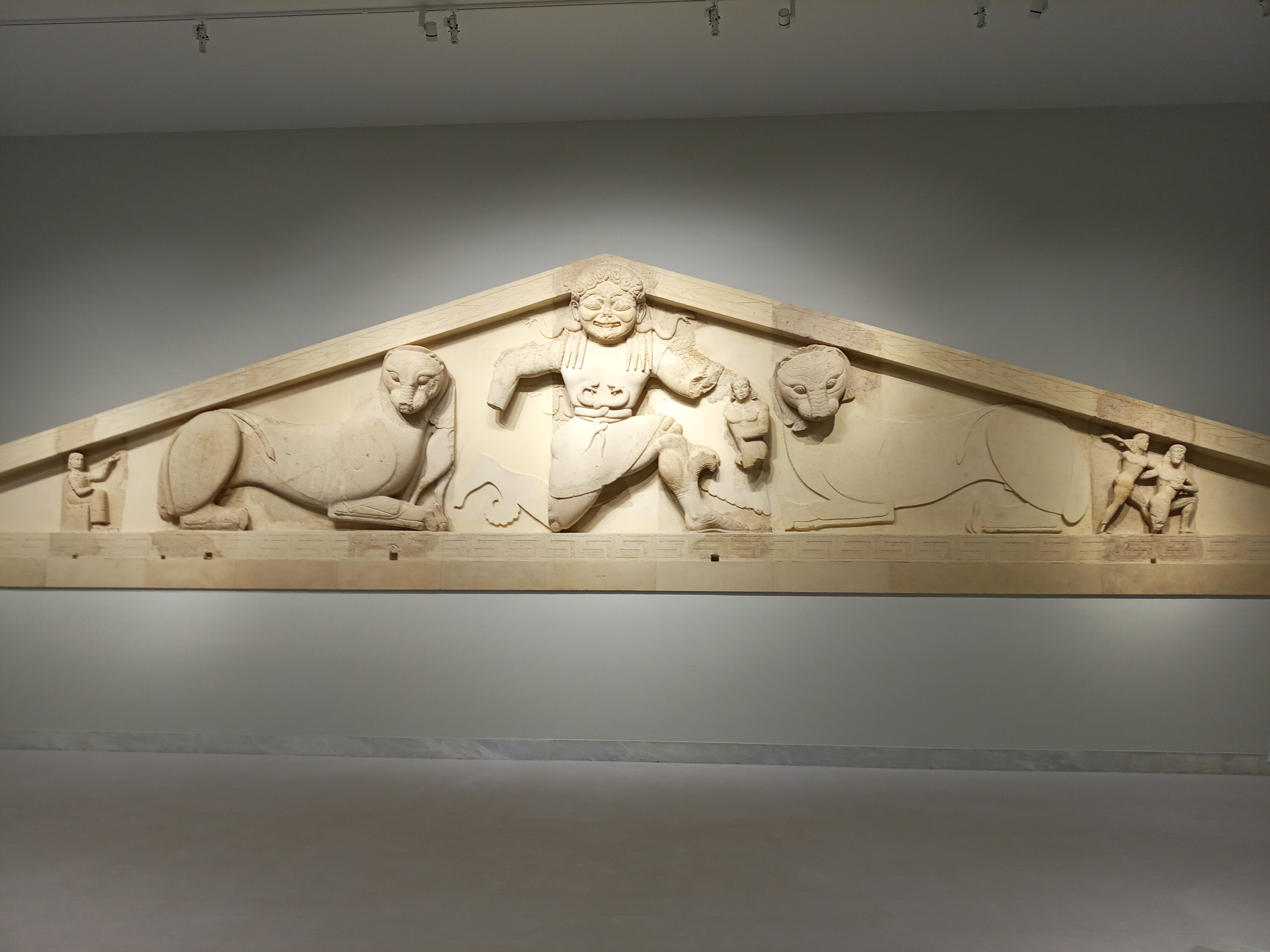
La Gorgone archaïque du fronton occidental du temple d'Artémis de Corfou, musée archéologique de Corfou.

La sculpture ornementale a montré un signe de développement à partir des premiers exemples archaïques jusqu'au classique sévère, au classique élevé, au classique tardif et à l'hellénisme. Des vestiges de sculpture architecturale archaïque (700-500 av. J.-C.) existent depuis le début du VIe siècle av. J.-C., les plus anciennes sculptures de fronton survivantes étant des fragments d'une Gorgone flanquée de panthères héraldiques du centre du fronton du temple d'Artémis de Corfou. Une métope du "temple C" à Sélinonte, en Sicile, montre, dans un état mieux préservé, Persée tuant la Gorgone Méduse. Les deux images sont parallèles à la représentation stylisée des Gorgones sur le vase à figures noires décoré par le peintre de Nessos (vers 600 av. J.-C.), avec le visage et les épaules tournés de face et les jambes en position de course ou à genoux. À cette date, les images de monstres terrifiants prédominent sur l'accent mis sur la figure humaine qui s'est développé plus tard avec la philosophie humaniste.
Les premières sculptures de fronton et celles des temples plus petits étaient généralement en relief, et les sculptures autoportantes plus récentes étaient souvent en terre cuite, dont il ne reste que des fragments. Les sculptures étaient recouvertes d'une couche de stuc et peintes ou, si elles étaient en terre cuite, peintes avec les couleurs cuites plus sobres de la poterie grecque.
Le style classique sévère (500-450 av. J.-C.) est représenté par les sculptures du fronton du temple de Zeus à Olympie (470-456 av. J.-C.). Le fronton oriental montre un moment d'immobilité et de « drame imminent » avant le début d'une course de chars, les figures de Zeus et des concurrents étant des représentations sévères et idéalisées de la forme humaine. Le fronton occidental avec Apollon comme personnage central, « majestueux » et « distant », présidant une bataille de Lapithes et de Centaures, en fort contraste avec celui du fronton oriental pour sa représentation d'action violente, et décrit par Donald E. Strong comme la « pièce d'illustration la plus puissante » de ce siècle.

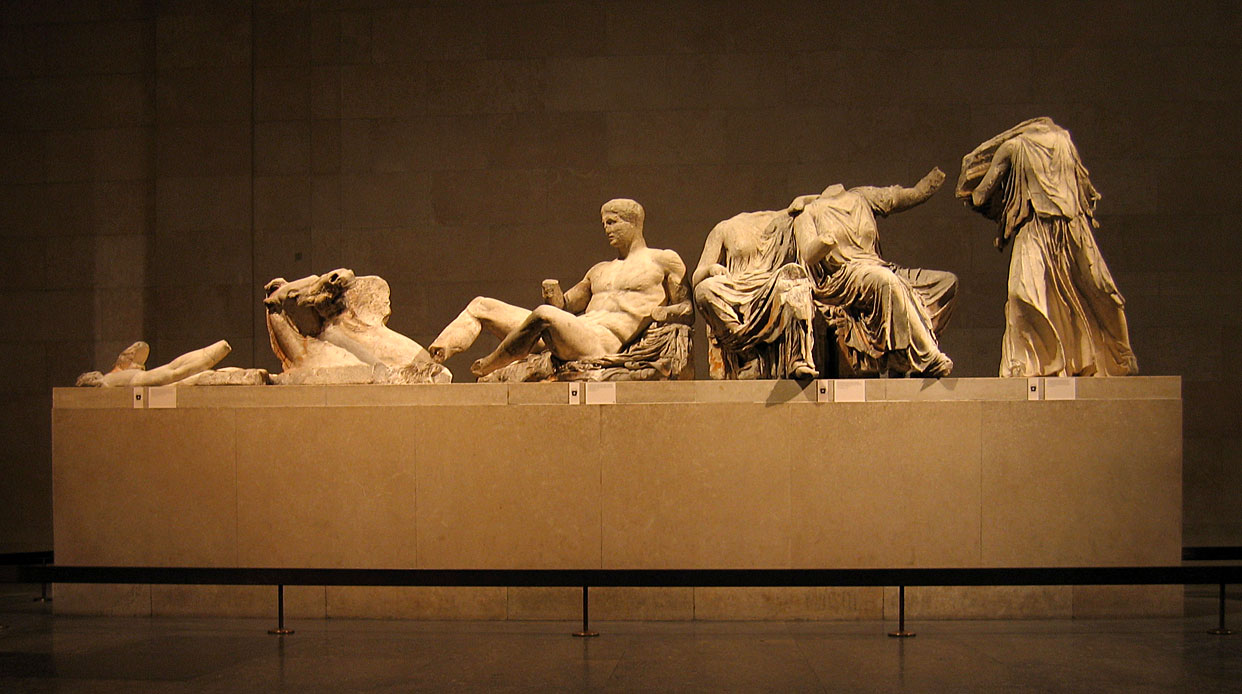
Sculpture ornementale classique du fronton oriental du Parthénon, British Museum.

Les reliefs et les sculptures tridimensionnelles qui ornaient respectivement la frise et les frontons du Parthénon sont des produits réalistes du style classique élevé (450-400 av. J.-C.) et ont été créés sous la direction du sculpteur Phidias. La sculpture du fronton représente les dieux de l'Olympe, tandis que la frise montre la procession panathénaïque et les événements cérémoniels qui avaient lieu tous les quatre ans pour honorer la déesse tutélaire d'Athènes. La frise et les autres figures du fronton oriental témoignent d'une profonde compréhension du corps humain et de la façon dont il varie en fonction de sa position et des contraintes que l'action et l'émotion lui imposent. Benjamin Robert Haydon a décrit la figure allongée de Dionysos comme « le style d'art le plus héroïque, combiné à tous les détails essentiels de la vie réelle ».
Les noms de nombreux sculpteurs célèbres sont connus de la période classique tardive (400-323 av. J.-C.), notamment Timothéos, Praxitèle, Léocharès et Scopas, mais leurs œuvres sont principalement connues par des copies romaines. Peu de sculptures architecturales de cette période sont restées intactes. Le sanctuaire d'Asclépios à Épidaure a été sculpté par Timothéos en collaboration avec l'architecte Théodote. Des fragments du fronton oriental, représentant le sac de Troie, ont survécu. La scène semble avoir rempli l'espace de personnages soigneusement disposés pour s'adapter à la pente et à la forme disponibles, comme avec le fronton oriental antérieur du temple de Zeus à Olympie. Mais les personnages sont plus violents dans leurs actions, l'espace central étant occupé, non pas par un Dieu autoritaire, mais par la figure dynamique de Néoptolème alors qu'il saisit le vieux roi Priam et le poignarde. Les fragments restants donnent l'impression d'une gamme d'émotions humaines, de peur, d'horreur, de cruauté et de soif de conquête. Les acrotères ont été sculptés par Timothéos, à l'exception de celui du centre du fronton est qui est l'œuvre de l'architecte. Les acrotères palmées ont été ici remplacées par de petites figures, le fronton est étant surmonté d'une Niké ailée se tenant contre le vent.

La sculpture architecturale hellénistique (323-31 av. J.-C.) allait devenir plus extravagante, tant dans le rendu de l'expression que du mouvement, qui est souvent souligné par des draperies fluides, la Victoire de Samothrace qui décorait un monument en forme de navire en étant un exemple bien connu. L'autel de Pergame (vers 180-160 av. J.-C.) présente une frise (120 mètres de long sur 2,3 mètres de haut) de personnages en très haut relief. La frise représente la bataille pour la suprématie des dieux et des titans, et emploie de nombreux procédés dramatiques : la frénésie, le pathétique et le triomphe, pour transmettre le sentiment de conflit.

Métopes, frises et cariatides
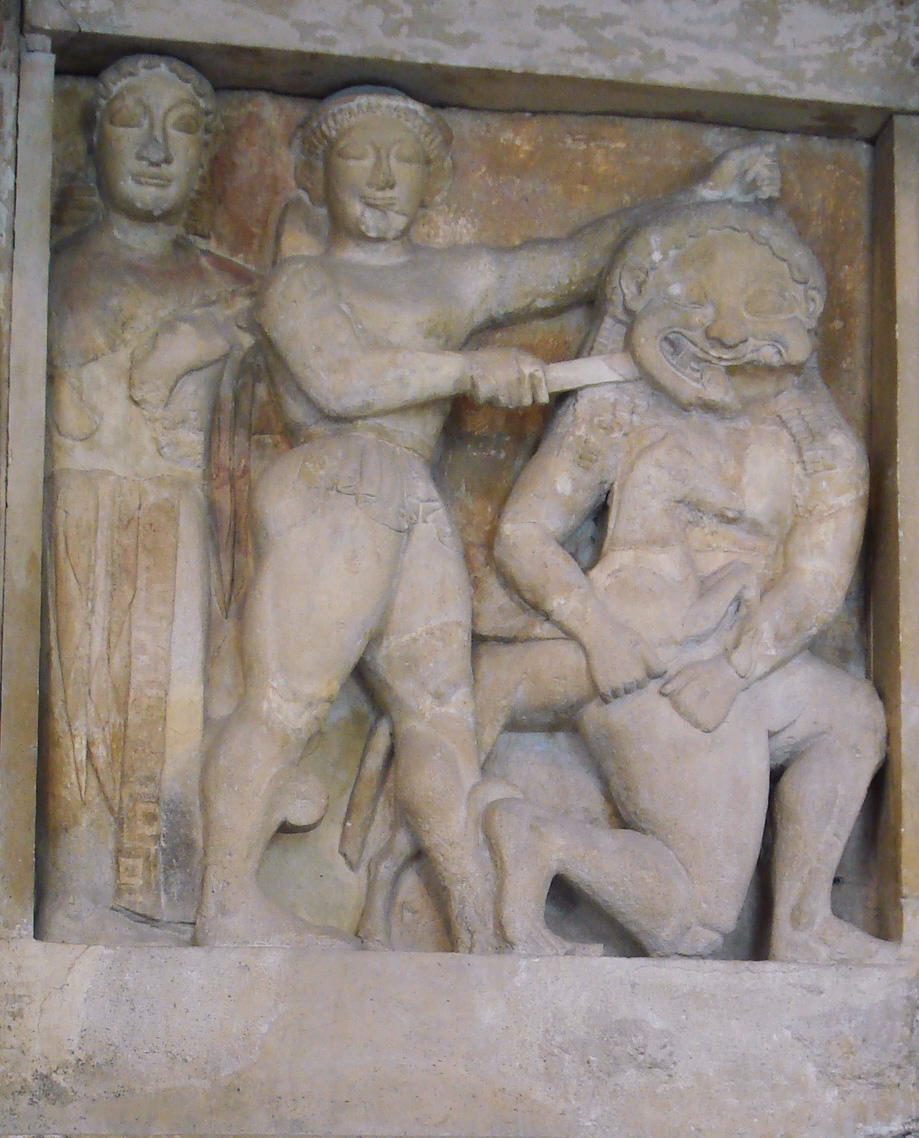
Métope archaïque de Persée et Méduse, temple C de Sélinonte.
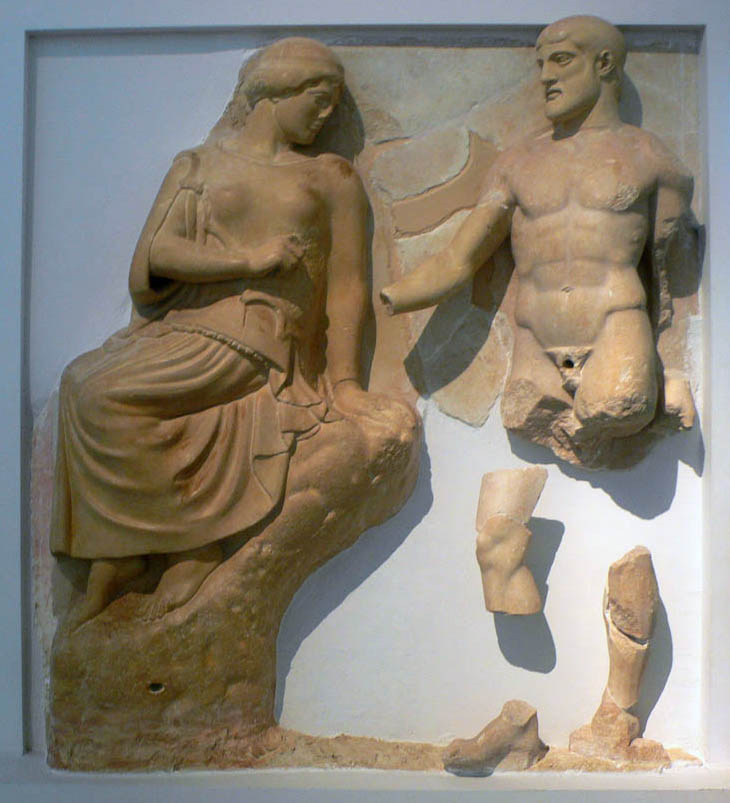
Métope classique sévère des Travaux d'Hercule, temple de Zeus à Olympie.
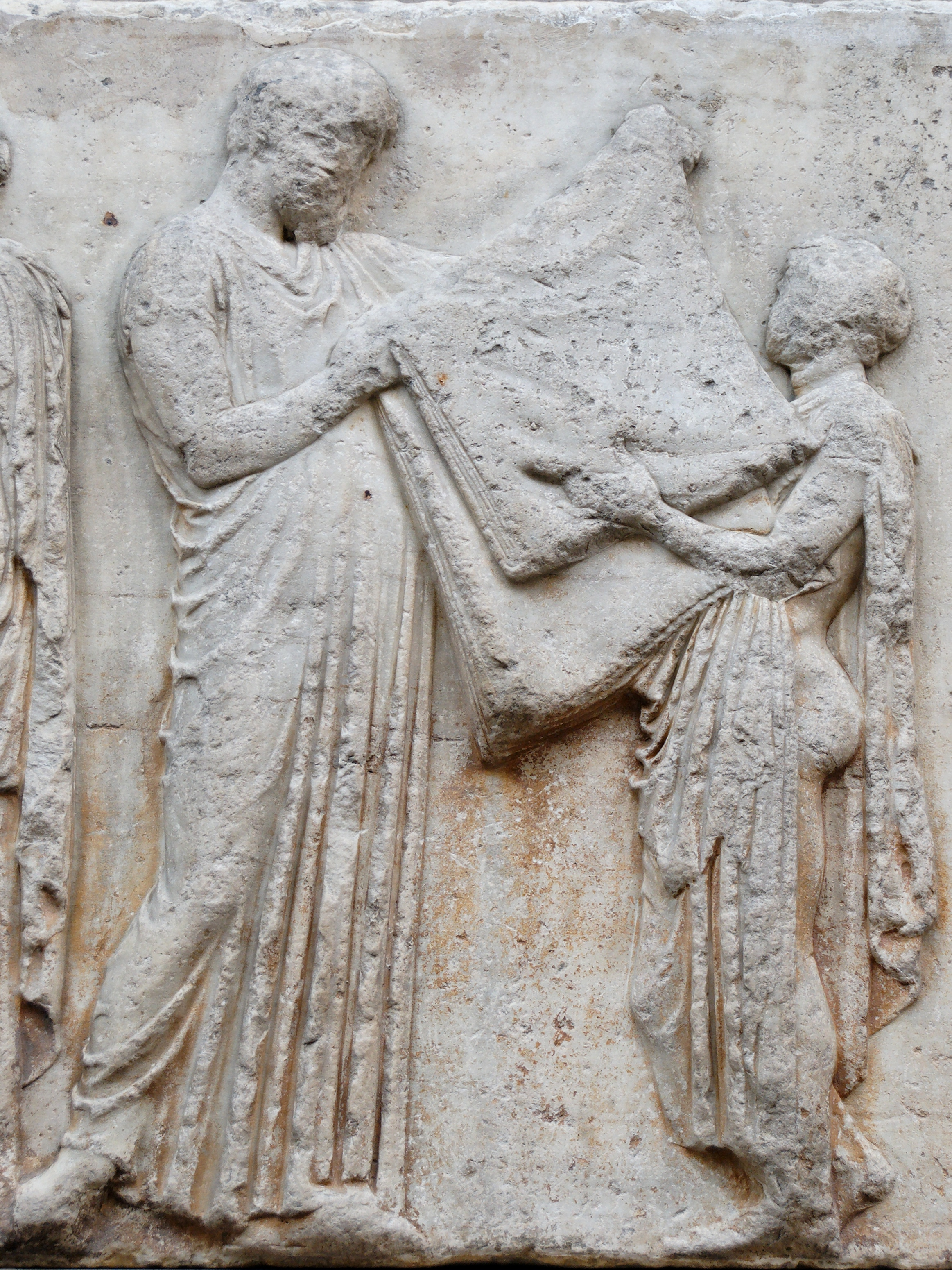
Frise pleinement classique de la Bataille des Dieux et des Titans, autel de Pergame.
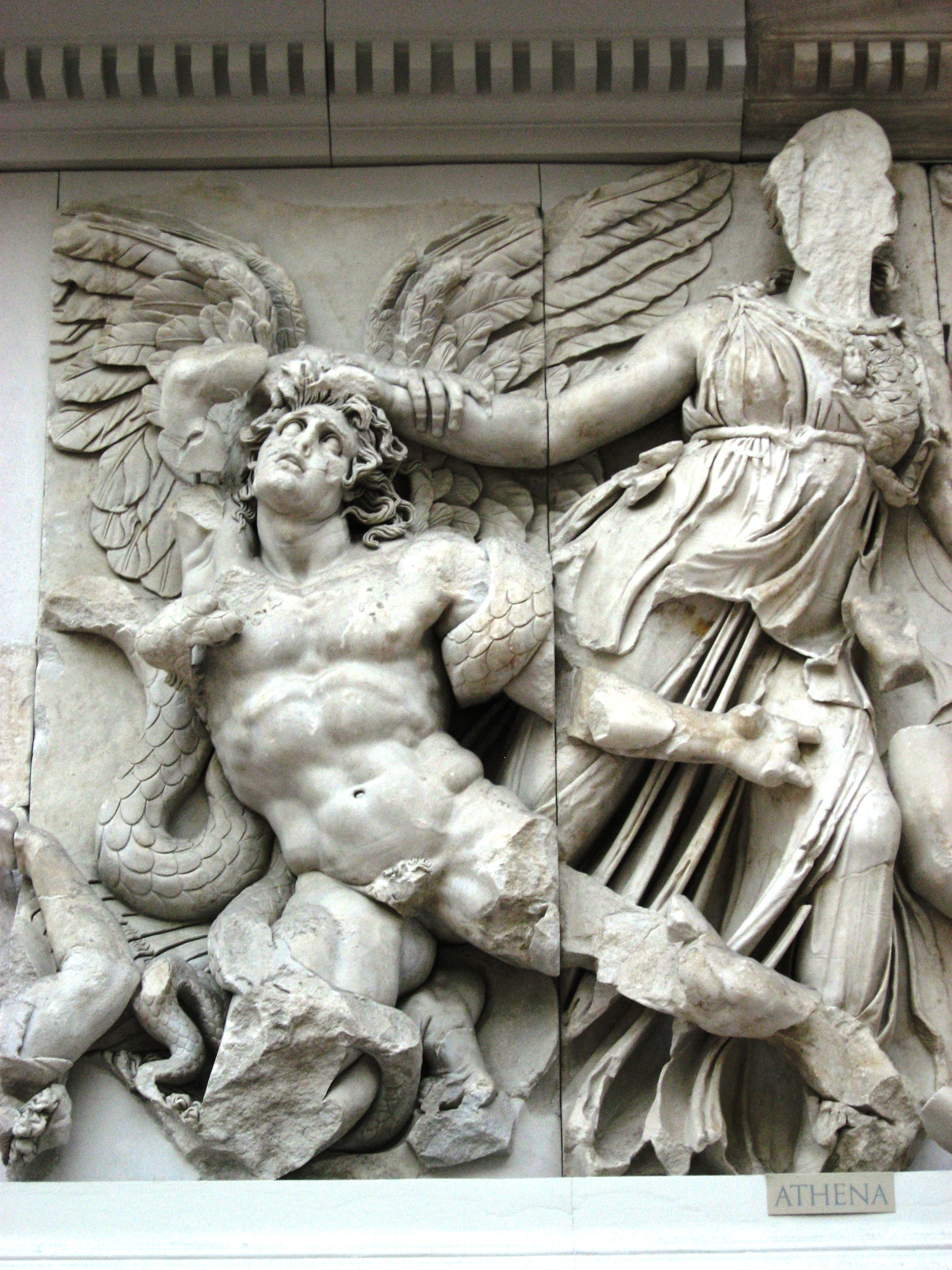
Frise hellénistique de la Bataille des Dieux et des Titans, autel de Pergame.
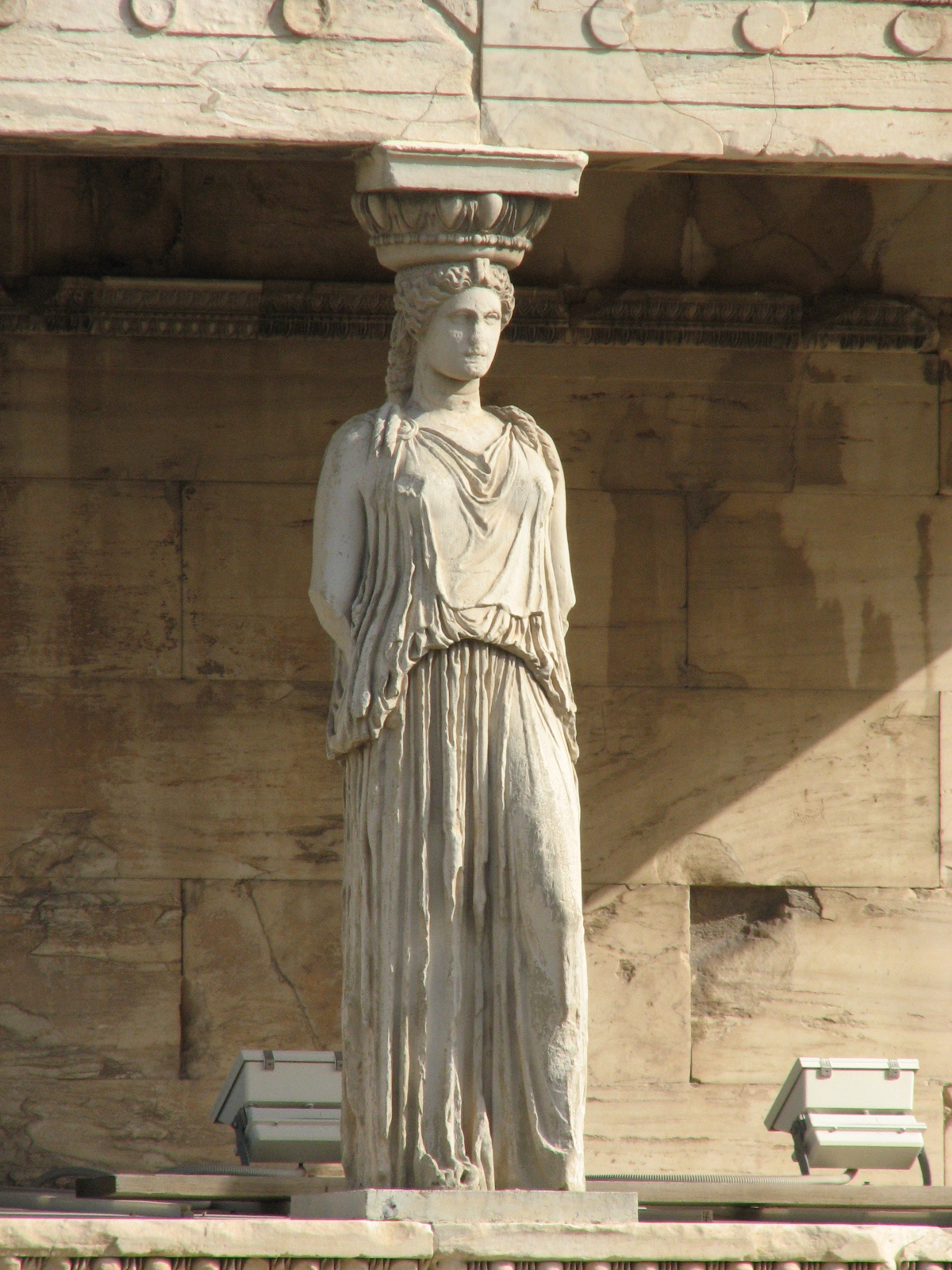
Cariatide ionique de l'Érechthéion, Athènes.